# Ana Mato
Vous lisez un « article de qualité » labellisé en 2019.
Pour les articles homonymes, voir Mato (homonymie).
Mato  Adrover est un nom espagnol. Le premier nom de famille, en général paternel, est Mato ; le second, en général maternel, souvent omis, est Adrover.
Ana Mato Adrover (/ˈana ˈmato aðɾoˈβɛɾ/) est une femme politique espagnole, membre du Parti populaire (PP), née le 24 septembre 1959 à Madrid.
Elle est la fille d'un militaire conservateur. Elle étudie les sciences politiques à l'université complutense de Madrid, où elle rencontre le secrétaire général de l'Alliance populaire (AP) — dont elle est membre — Jorge Verstrynge. Elle devient en 1983 salariée de l'AP et épouse cette même année Jesús Sepúlveda, également engagé en politique.
En 1987, alors qu'elle est candidate aux élections régionales à Madrid, elle emménage à Valladolid pour travailler auprès de José María Aznar, d'abord pour sa campagne électorale puis comme directrice adjointe de son cabinet à la présidence de la Castille-et-León. Elle fait ainsi partie du « clan de Valladolid » avec d'autres proches d'Aznar.
Elle obtient son premier mandat électoral en 1991, comme députée à l'Assemblée de Madrid et entre deux ans plus tard au Congrès des députés. Elle se spécialise alors sur les questions relatives à la télévision publique et aux télécommunications. Très critique quant à la gestion de l'audiovisuel public, elle défend le recours à l'initiative privée pour l'introduction de la télévision par câble.
En 1996, elle est nommée par Aznar au comité exécutif du Parti populaire. Trois ans plus tard, celui-ci lui confie le poste de coordonnatrice à l'Action sectorielle. Elle est pressentie en 2000 comme ministre de la Santé, puis en 2003 en tant que ministre de la Science. Elle est finalement promue coordonnatrice à l'Organisation et joue un rôle-clé dans la transition entre José María Aznar et Mariano Rajoy.
Après les élections générales de 2004, elle estime que la génération ayant porté José María Aznar au pouvoir doit passer le relais. Elle quitte ses fonctions à la direction du PP et rejoint le Parlement européen, mais Mariano Rajoy la rappelle auprès de lui, d'abord comme candidate aux élections générales de 2008, puis il en fait la vice-secrétaire générale à l'Organisation du parti. Bien qu'elle soit sous l'autorité de la secrétaire générale María Dolores de Cospedal, sa nomination à ce poste stratégique est vue comme la marque de l'influence de Javier Arenas.
Elle assume la direction de la campagne des élections européennes de juin 2009, puis des élections municipales et régionales de mai 2011 qui offrent au Parti populaire une éclatante victoire. Elle est donc désignée directrice de la campagne des élections générales anticipées de novembre 2011, qui voient le PP revenir au pouvoir avec la majorité absolue dans les deux chambres. Un mois plus tard, Ana Mato entre au gouvernement comme ministre de la Santé.
Son parcours est marqué par de nombreuses réformes, destinées notamment à réduire les dépenses du système de santé publique. Elle supprime ainsi la carte de sécurité sociale des immigrés clandestins, institue des franchises pour les retraités et augmente celles des actifs ; elle supprime l'accès des couples lesbiens et femmes célibataires à la procréation médicalement assistée. En octobre 2014, sa gestion de la contamination d'une infirmière par le virus Ebola est extrêmement critiquée.
Elle est contrainte à la démission un mois plus tard, après avoir été renvoyée devant l'Audience nationale dans le cadre de l'affaire Gürtel, où son nom est apparu dès 2009, causant une polémique qui s'est répétée en 2011. Bien qu'elle ne soit mise en examen pour aucun délit, elle est accusée d'avoir reçu des cadeaux et participé à des voyages financés par l'argent de la corruption versé à Jesús Sepúlveda, dont elle est séparée de fait depuis 2000 et de droit depuis 2005. Ayant mis un terme à sa vie politique en 2015, elle est condamnée en 2018 à rembourser plus de 27 000 euros reçus illégalement de l'entrepreneur Francisco Correa dans ce cadre, condamnation confirmée deux ans plus tard en appel.

## Famille

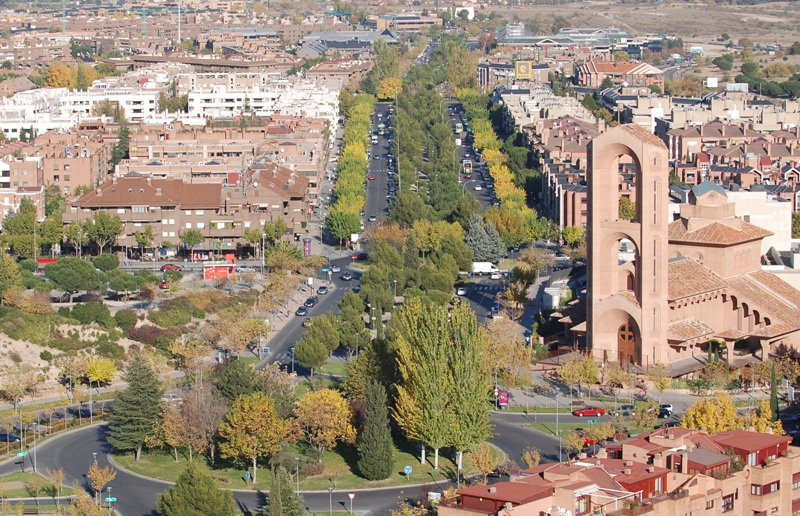
Ana Mato réside à Pozuelo de Alarcón, dans la banlieue de Madrid.

### Parents
Ana Mato Adrover naît le 24 septembre 1959 à Madrid. Elle est issue d'une famille conservatrice aux traditions très encadrées. Elle est la fille d'Ángel Mato López, un enseigne de vaisseau, et d'Ana María Adrover Dávila, mariés cinq ans plus tôt. Au début des années 1980, son père devient sous-directeur général de la Sécurité maritime et de la Contamination. Il meurt le 4 mars 2011 dans les Canaries, où il réside,,,.
Elle compte six frères, dont l'homme politique Gabriel Mato, ancien président du Parlement des Canaries,.

### Mari et enfants
Durant son cursus à l'université complutense de Madrid, Ana Mato fait la rencontre de Jesús Sepúlveda, qui sera plus tard sénateur puis maire de Pozuelo de Alarcón, dans la communauté de Madrid. Ils se marient en 1983 et ont trois enfants : Borja, Ana et Sol. Le couple se sépare de fait en 2000, puis passe sous le régime de la séparation des biens en 2005, sans formellement divorcer du fait de leurs convictions religieuses. Ils sont les parrains d'Alonso Aznar Botella, le fils de José María Aznar et d'Ana Botella, dont ils sont devenus des amis proches à la fin des années 1980. Ayant décidé de sauvegarder les apparences pour leurs enfants, leur dernière apparition commune en public a lieu en 2002 à l'Escurial, lors du mariage d'Ana Aznar et Alejandro Agag, sans qu'aucune photo ne montre une quelconque complicité entre les deux époux. La séparation se produit après que Mato a découvert que Sepúlveda entretient une relation sentimentale avec son attachée de presse Natalia Bosch, de 23 ans sa cadette.

### Vie privée
Ana Mato vit dans un lotissement à Pozuelo de Alarcón, dans une maison de 250 m2. Elle possède une maison de vacances de 200 m2 à El Puerto de Santa María, dans la baie de Cadix. Elle souffre de glossophobie.

## Débuts en politique

### Salariée de l'Alliance populaire

Ana Mato s'engage à l'Alliance populaire en 1982.

Ana Mato s'engage en politique en 1982, au sein de l'Alliance populaire (AP), le parti de Manuel Fraga qui constitue alors la seule alternative au Parti socialiste ouvrier espagnol (PSOE). Elle participe ainsi à la campagne des élections générales anticipées du 28 octobre, puis des élections régionales du 8 mai 1983 : militante sans mandat ou responsabilité, elle utilise sa voiture pour coller les affiches et aider à organiser les meetings, car l'AP ne dispose pas à cette époque des fonds pour fournir des véhicules à ses équipes.
Étudiante en sociologie et sciences politiques à l'université complutense de Madrid, elle est repérée par l'un de ses professeurs, le secrétaire général de l'AP Jorge Verstrynge, qui cherche à renforcer et structurer l'appareil du parti. Il la recrute dans les services internes de l'AP, où elle travaille notamment au département de l'Information, puis au département des Communautés autonomes, et enfin au sein de la coordination des groupes parlementaires,.

### Collaboratrice en Castille-et-León

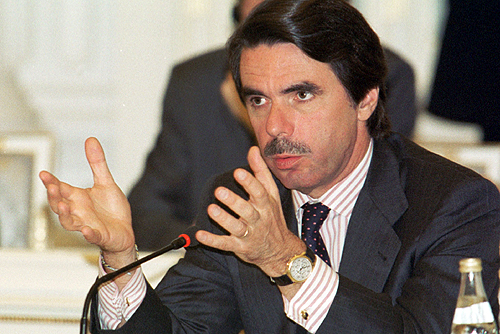
En 1986, Ana Mato devient la collaboratrice de José María Aznar et intègre le clan de Valladolid.

À l'automne 1986, le chef de file de l'AP aux élections régionales du 10 juin 1987 en Castille-et-León José María Aznar l'appelle dans son équipe de campagne. Avec Miguel Ángel Rodríguez, Miguel Ángel Cortés, Pilar del Castillo, Guillermo Gortázar, Carlos Aragonés et José María Michavila, ils forment le « clan de Valladolid »,.
En parallèle, elle postule aux élections à l'Assemblée de Madrid, qui se tiennent le même jour que celles des Cortes de Castille-et-León : elle occupe en effet la 35e place sur la liste de l'AP, conduite par Alberto Ruiz-Gallardón. Cependant, cette première expérience électorale se solde par un échec puisque Gallardón n'obtient l'élection que de 32 députés sur 94.
Après l'accession d'Aznar à la présidence de la Junte, elle intègre son cabinet au poste de sous-directrice. Elle conserve cette responsabilité lorsque Jesús Posada prend la suite d'Aznar, devenu vice-président du nouveau Parti populaire (PP) et chef de file aux élections générales du 29 octobre 1989.

### Députée de Madrid

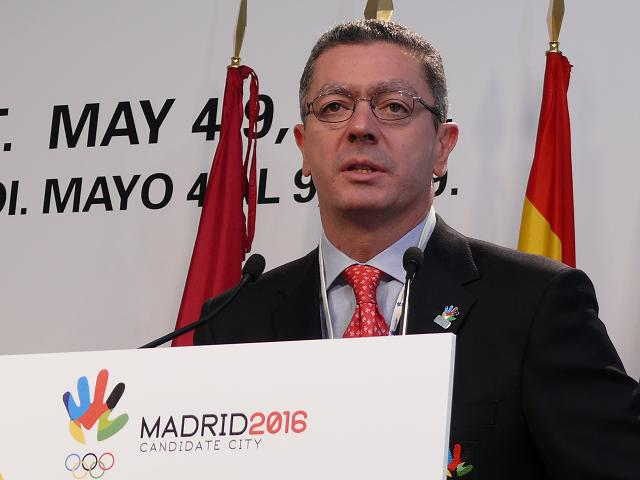
Candidate sur la liste d'Alberto Ruiz-Gallardón, Ana Mato est élue en 1991 à l'Assemblée de Madrid.

Le 8 avril 1991, Alberto Ruiz-Gallardón présente les 51 premiers candidats qui formeront la liste de 101 noms du Parti populaire pour les élections régionales madrilènes du 26 mai suivant. Investie en 13e position, Ana Mato est la deuxième femme sur la liste, et l'un des trois candidats déçus de 1987 à être repêché,.
Au soir du scrutin, le PP totalise 47 députés et Ana Mato obtient, à 31 ans, son premier mandat électoral en tant que députée à l'Assemblée de Madrid. Porte-parole au sein de la commission du Développement statutaire, elle est désignée le 6 septembre suivant membre du conseil d'administration de l'entité publique Radiotélévision Madrid (RTVM) par le parlement autonome.
En février 1993, elle se fait la défenseure du « pacte d'autonomie ». Expliquant que « notre budget va s'accroître de 350 milliards de pesetas », elle dénonce que « la direction nationale du PSOE, par l'intermédiaire d'Abel Caballero, a dû faire pression sur les socialistes de cette Assemblée pour les forcer à mettre en œuvre un accord qui bénéficiera aux Madrilènes » et exprime ses doutes sur le fait que « le PSOE de Madrid agisse par discipline ou parce qu'ils pensent, comme nous, que c'est ce qu'il y a de mieux pour la communauté de Madrid ».
Lors du débat sur la révision du statut d'autonomie le 2 avril 1993, elle s'oppose avec véhémence à un amendement global de la Gauche unie (IU) : « nous demandons à la gauche communiste qu'elle retire son amendement, passant outre ses avatars et ses pressions permanentes à la minorité socialiste ». Elle ajoute que « les Madrilènes n'ont que faire des divergences et irritations politiques d'IU avec ses partenaires au gouvernement, ou de leurs déceptions internes. Ce qui les intéresse, c'est que la communauté autonome bénéficie d'une plus grande capacité politique et financière ».

## Ascension

### Candidate aux élections générales de 1993

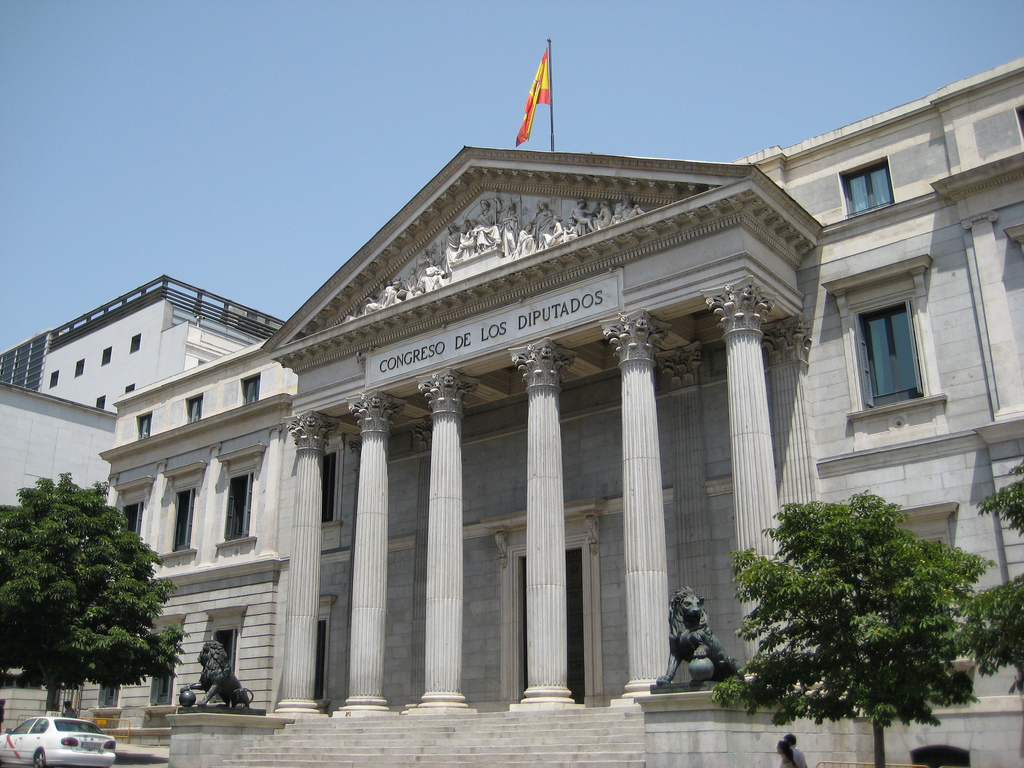
À 34 ans, Ana Mato est élue au Congrès des députés

Trois semaines plus tard, José María Aznar présente la liste des candidats du PP dans la circonscription de Madrid pour les élections générales anticipées du 6 juin suivant. Il annonce qu'Ana Mato occupera la 8e position, après lui-même, Rodrigo Rato, Rodolfo Martín Villa, Rafael Arias-Salgado ou encore Juan Carlos Vera, étant ainsi la première femme de la liste. Son incorporation au sein de la candidature madrilène constitue l'une des principales nouveautés pour le parti dans cette circonscription. Le 30 mai, alors que Martín Villa — coordonnateur adjoint de la campagne — se trouve hors de la capitale, elle le remplace aux côtés de Javier Arenas pour négocier avec les socialistes Txiki Benegas et Eduardo Martín Toval les conditions du second débat télévisé entre González et Aznar.
Élue au Congrès des députés, elle fait partie des 13 nouveaux parlementaires de la circonscription de Madrid, et la seule femme parmi eux. Les mandats de député de communauté autonome et député national étant incompatibles, Ana Mato démissionne de l'Assemblée de Madrid le 16 juin. Elle est ensuite citée comme une possible candidate du groupe parlementaire du Parti populaire pour intégrer le bureau du Congrès.

### Députée spécialiste des télécommunications

#### Critique de la gestion de la RTVE par les socialistes

Ana Mato critique au nom du Parti populaire la gestion de la radiotélévision publique

Finalement désignée porte-parole adjointe du groupe parlementaire à la commission de contrôle de l'entité publique Radiotélévision espagnole (RTVE), elle dénonce lors de la séance de questions au gouvernement du 15 septembre 1993 la reconduction du directeur général Jordi García Candau tandis que le renouvellement du conseil d'administration de la RTVE se fait toujours attendre. S'adressant au ministre de la Présidence Alfredo Pérez Rubalcaba, elle l'accuse de « ne pas avoir respecté le résultat des élections générales et d'avoir rendu un mauvais service aux institutions » et « de toujours se comporter comme si [le gouvernement] disposait de la majorité absolue ». Elle lui promet alors un « scandale national ».
Le porte-parole parlementaire du PP Rodrigo Rato indique le 15 juin 1994, quelques jours après la victoire du parti aux élections européennes, qu'elle prend la succession de Javier Arenas comme porte-parole de son groupe à la commission de contrôle de la RTVE. Lors d'une audition de Candau par la commission parlementaire de contrôle le 26 juin 1995, elle réclame sa démission, affirmant qu'il n'est pas soutenu par le gouvernement, qu'il dirige l'entreprise sans tenir compte de son conseil d'administration et que celle-ci se trouve en faillite. Après que Candau a désigné les conseillers désignés par le PP comme responsables du blocage de l'approbation de son plan stratégique, elle lui rétorque que « le projet de plan stratégique ne nous convient pas, il n'est pas solidaire et dessine une entité publique pharaonique ».

#### Défenseuse de la télévision privée

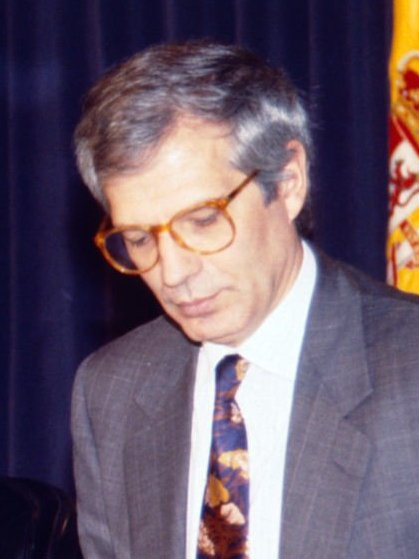
Ana Mato propose sans succès au ministre Josep Borrell un accord sur le projet de loi régulant la télévision par câble

Elle participe en février 1994 à la présentation d'une proposition de loi régulant le déploiement de la télévision par câble, qui se veut plus libérale que l'avant-projet de loi dévoilé par l'exécutif socialiste, notamment en ce qu'elle qualifie la télé câblée d'« activité d'intérêt général » et non de « service public essentiel » et qu'elle donne aux communautés autonomes et aux mairies le soin d'autoriser, au travers de marchés publics, le déploiement des réseaux câblés, en lieu et place du monopole accordé à Telefónica. À l'issue de l'adoption du projet de loi en conseil des ministres dix mois plus tard, Ana Mato dénonce le fait que le texte maintienne l'application du concept de service public à la télévision par câble et prévoie un important interventionnisme de l'administration publique. Le 12 septembre 1995, alors que le bureau du Congrès repousse une nouvelle fois le délai maximum pour présenter des amendements au projet de loi déposé sept mois auparavant, elle appelle le Parti socialiste à négocier le contenu du texte avec le Parti populaire, et critique que le PSOE utilise le projet comme « une marchandise électorale pour se maintenir au pouvoir » en référence aux tractations entre socialistes et nationalistes catalans. Faute de consensus entre les deux plus importants groupes parlementaires, elle confirme que le sien déposera un amendement de renvoi du projet de loi, qui serait donc rejeté.
Le 20 septembre, alors que le ministre des Transports Josep Borrell est auditionné par la commission des Infrastructures au sujet de l'accord passé entre Telefónica et Canal+ permettant à cette dernière de diffuser ses programmes en utilisant les câbles téléphoniques de la première, Ana Mato reproche au gouvernement ses « stratégies inavouables », considérant qu'elles sont un nouvel exemple de « son incompétence et son incohérence », l'exécutif étant incapable de faire adopter la loi régulant la télé câblée, bloquant les initiatives privées au prétexte qu'il n'existe pas de législation et encourageant l'opérateur public de téléphone et la chaîne privée à prendre un avantage sur la concurrence en profitant du vide juridique. Selon elle, le gouvernement ne peut rejeter cette décision sur la seule Telefónica puisque l'entreprise est contrôlée par l'État et jouit d'une situation de monopole. Malgré ces dures critiques, elle offre à Borrell la conclusion d'un accord pour l'adoption consensuelle d'une loi qui fixe les règles du jeu, ce que ce dernier annonce accepter.
Elle devient le mois suivant porte-parole du groupe populaire au sein de cette même commission, et abandonne son rôle similaire au sein de la commission de contrôle de la télévision publique et décrit le projet de loi relatif à la télévision par câble — approuvée par la commission le 25 octobre sans le soutien du PP — comme « une capitulation devant les nationalistes » et estime qu'avec ce texte « le PSOE fait la meilleure campagne électorale pour CiU ».

#### Porte-parole du PP pour les télécommunications

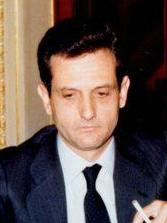
Ana Mato refuse la proposition du ministre de l'Équipement Rafael Arias-Salgado de devenir secrétaire générale des Communications pour rester députée.

Après les élections de mars 1996, elle est désignée porte-parole du groupe populaire pour les Télécommunications. Le 23 septembre suivant, son groupe propose des amendements au projet de loi de libéralisation des télécommunications afin d'autoriser les opérateurs de télévision par câble à proposer au 1er janvier 1998 des services téléphoniques — une demande du Parti socialiste et de Convergence et Union — et de permettre l'interconnexion des réseaux téléphoniques. Ana Mato exprime l'attente de son parti d'arriver à un consensus.
À la fin du mois suivant, son nom est évoqué avec certitude pour occuper les fonctions de secrétaire générale des Communications au sein de l'administration du ministère de l'Équipement, afin de remplacer José María Vázquez Quintana, choisi pour présider la nouvelle Commission du marché des télécommunications. Une semaine plus tard, le poste revient finalement à José Villar Arregui : Mato confirme que le ministre Rafael Arias-Salgado lui a bien proposé cette responsabilité mais qu'elle l'a refusée afin de conserver son mandat parlementaire,.
Le 17 avril 1997, elle est la protagoniste d'un dur affrontement avec le porte-parole socialiste Jenaro García-Arreciado lors du débat précédant le vote final du projet de loi relatif à la télévision par satellite. À la tribune du palais des Cortès, elle explique que « ce sont les intérêts des citoyens et la défense de la concurrence à conditions égales qui nous guident, sans que puisse prévaloir une quelconque situation de domination héritée d'un autre temps », puis ajoute que « ce ne sont pas les intérêts partisans qui nous guident, contrairement à d'autres », estimant qu'avec ce texte « il s'agit de savoir si l'on veut le plus de pluralisme ou continuer avec un régime de monopole au sujet de la télévision payante », visant les liens qui unissent idéologiquement le Parti socialiste et le groupe Prisa, propriétaire de Canal+ Espagne.

### Primes et frais de représentation
En 2013, la presse espagnole annonce que la comptabilité officielle du Parti populaire, déposée auprès de l'Audience nationale dans le cadre de l'affaire de corruption Gürtel, révèle le versement de primes (sobresueldos) pendant dix ans à un certain nombre de cadres et dirigeants du parti, en complément de leur indemnité parlementaire. Bien qu'à cette époque elle n'exerce aucune fonction au sein de la direction du PP, Ana Mato est citée dans ces documents. Selon les chiffres, elle aurait perçu 22,6 millions de pesetas — soit 136 000 euros — entre 1994 et 2000 en « frais de représentation », une formulation utilisée à des fins juridiques pour éviter tout contentieux avec l'administration fiscale, et en « dépenses diverses », qui ne sont pas précisées. Quelques semaines plus tard, l'Association des avocats démocrates pour l'Europe (ADAE) affirme devant le juge d'instruction Pablo Ruz que Mato aurait reçu un total de 804 000 euros de primes et frais de représentation entre 1993 et 2011, toujours selon la comptabilité officielle du PP.
Ces révélations interviennent alors que le Parti populaire est accusé, sur la base de documents manuscrits rédigés par ses anciens trésoriers, d'avoir versé pendant deux décennies des primes en liquide à ses principaux dirigeants, grâce à des sommes d'argent versées par des entrepreneurs. Le nom d'Ana Mato n'est pas cité et n'apparaît pas dans cette documentation. Réagissant aux informations sur le versement de primes dans la comptabilité officielle, Mato se contente d'indiquer qu'elle a « toujours rempli les exigences légales », sans plus de précision.

## Cadre du Parti populaire

### Intégration au comité exécutif par Aznar

#### Coordonnatrice à la Participation

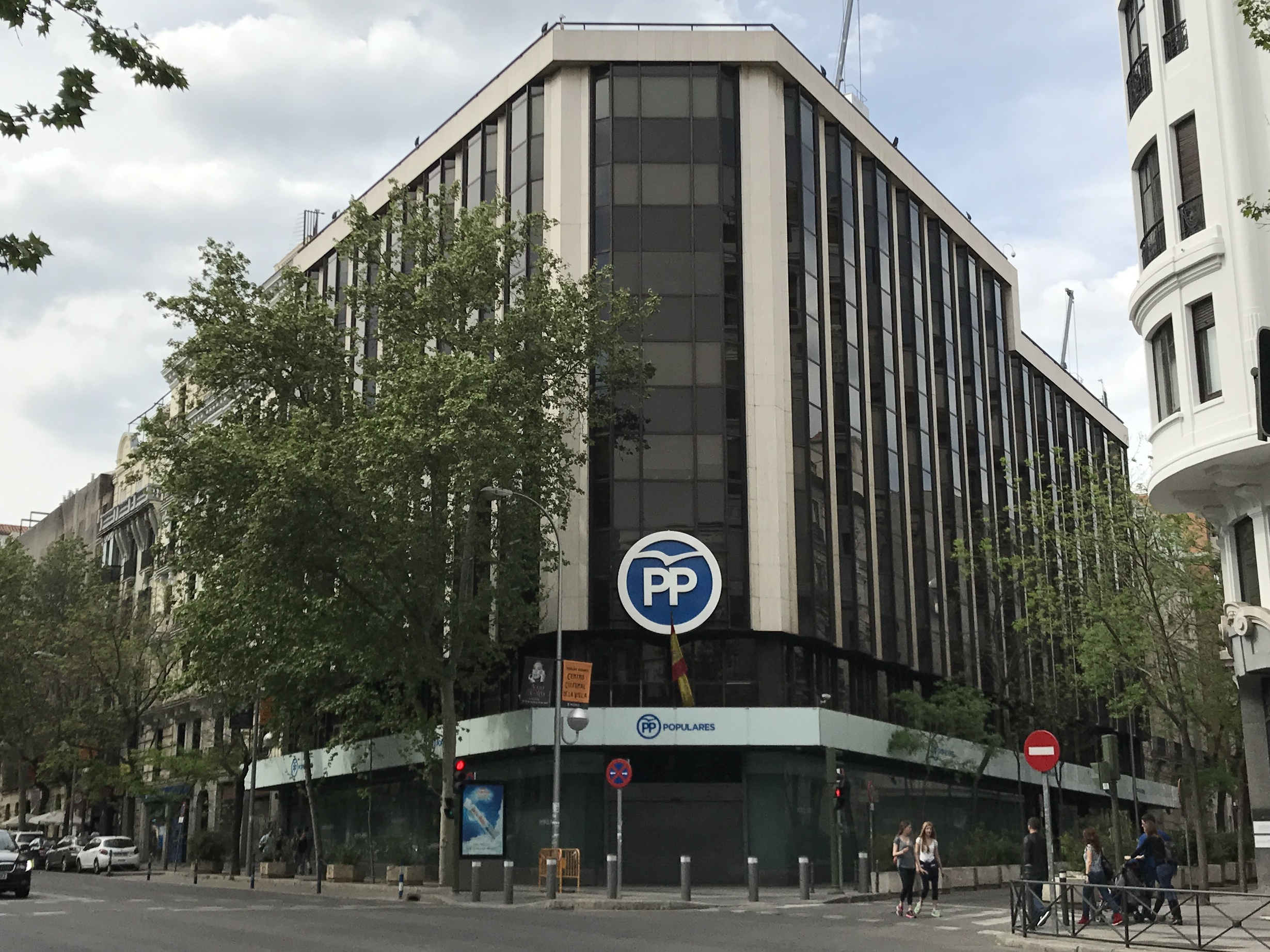
Ana Mato entre en janvier 1996 à la direction du Parti populaire.

Depuis septembre 1993, Ana Mato est vice-secrétaire générale, déléguée aux Élections, du Parti populaire de Madrid (PPM), sous l'autorité du secrétaire général Ignacio del Río et sous la présidence de Pío García-Escudero, élue à l'occasion du IXe congrès du PPM, qui a consacré la rénovation des principaux cadres de la branche régionale madrilène du parti.
Lors de la réunion du comité directeur national du 1er décembre 1995 qui décide d'anticiper légèrement le XIIe congrès national du Parti populaire, elle est portée à la vice-présidence du comité d'organisation, présidé par Rafael Arias-Salgado. Lors du congrès, elle intègre le 20 janvier 1996 le comité exécutif national, toujours présidé par José María Aznar. Faisant partie des cinq nouvelles personnalités à intégrer la direction du PP, elle est la seule parmi celles-ci — avec Miguel Ángel Cortés — à faire partie des membres désignés à la discrétion du président, ce qui est perçu comme un renforcement du « clan de Valladolid » dans l'exécutif conservateur.
Elle est investie cinq jours plus tard candidate aux élections anticipées du 3 mars, retrouvant la 8e place (et la première féminine) dans la circonscription madrilène. Au soir du scrutin, elle conserve son siège après que le PP a remporté la moitié des sièges à pourvoir dans ce territoire électoral et la majorité relative au Congrès des députés. Le Xe congrès du PP de Madrid en octobre suivant la voit quitter ses responsabilités de vice-secrétaire générale pour devenir membre de droit du comité exécutif régional, en qualité de membre du comité exécutif national.
Le XIIIe congrès du Parti populaire voit Aznar la promouvoir le 30 janvier 1999 à l'un des quatre nouveaux postes de coordonnateur, Ana Mato se trouvant chargée de la Participation et de l'Action sectorielle, aux côtés de Pío García-Escudero à l'Organisation, Rafael Hernando à la Communication et Mercedes de la Merced à la Formation. Par cette désignation, José María Aznar récompense la fidélité inconditionnelle d'une députée acquise aux idées libérales, bien que son poste ne soit pas à proprement parler une promotion mais plutôt une reconnaissance.
Trois semaines après sa prise de fonction, elle présente son programme de travail, qui doit culminer par l'organisation d'une convention nationale sur les droits des femmes clôturée par Aznar. À cette occasion, elle dénonce le manque de représentation féminine sur les listes préparées par le PP en vue des élections régionales, municipales et européennes du mois de juin suivant. Avec le secrétaire général Javier Arenas, la ministre Loyola de Palacio et Rafael Hernando, elle indique en avril qu'elle sera candidate en position non-éligible aux élections municipales dans une commune du Pays basque, afin d'aider le parti à présenter le plus de candidatures dans un territoire où il compte peu de militants. Elle se présente ainsi dans la petite ville d'Azpeitia, dans le Guipuscoa.

#### Engagée dans la campagne de 2000

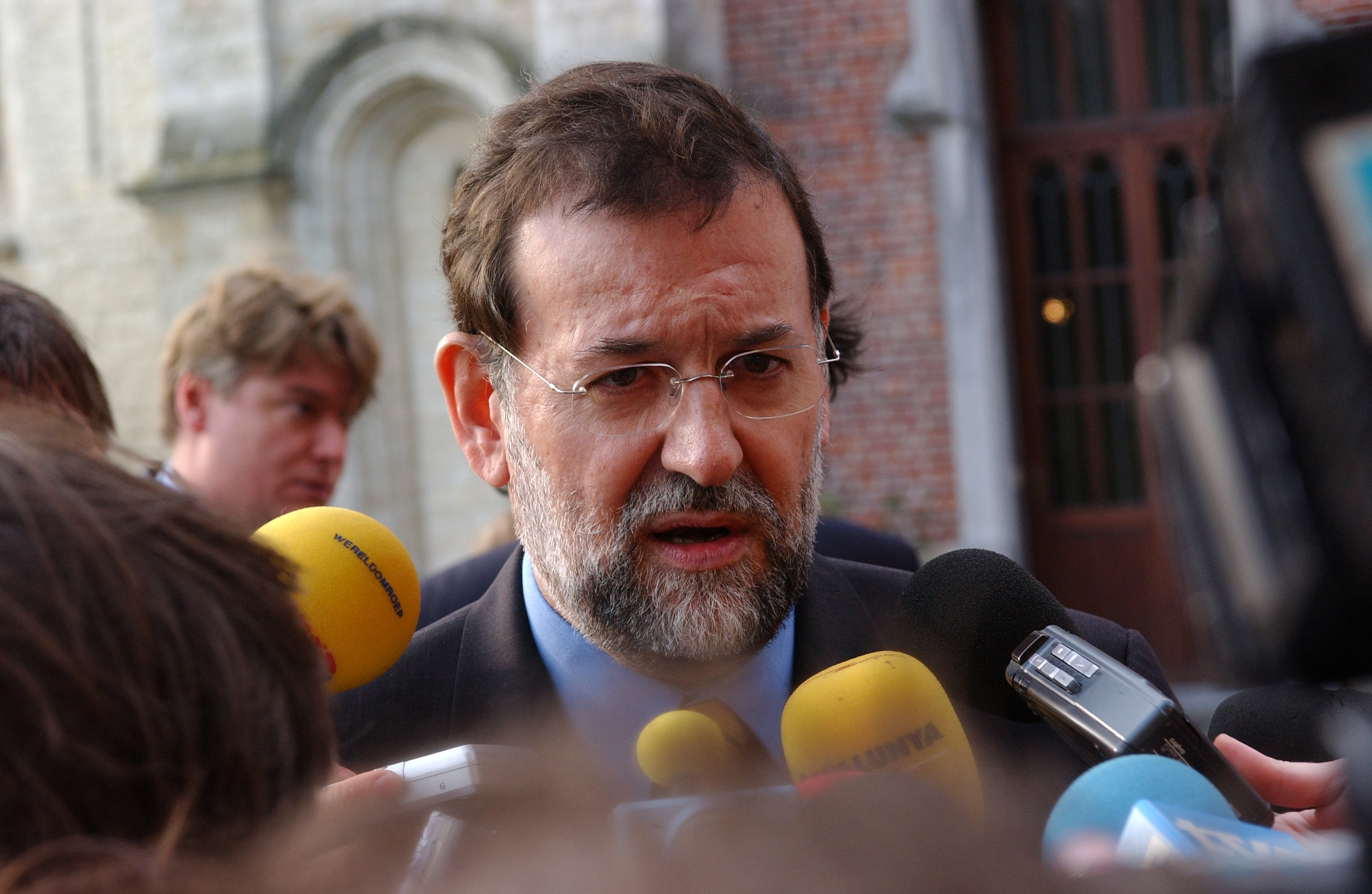
Sous l'autorité de Mariano Rajoy, Ana Mato participe à la direction de campagne pour les élections générales de 2000.

Elle participe à l'automne suivant au comité de programme du parti dans la perspective des élections générales du 12 mars 2000, dont la rédaction est coordonnée par de la Merced tandis que le comité est animé par Arenas. Elle intègre ensuite le comité de campagne, dirigé par le ministre de l'Éducation Mariano Rajoy et au sein duquel elle s'occupe de tous les événements sectoriels. Le comité électoral ratifie le 20 janvier 2000 la liste des candidats pour Madrid, sur laquelle elle figure en 4e position, juste derrière Aznar, le ministre de l'Économie Rodrigo Rato et le ministre de l'Équipement Rafael Arias-Salgado, étant par ailleurs la première femme au sein de cette candidature.
La campagne est marquée par un dédoublement stratégique, avec deux lignes distinctes mais complémentaires : d'un côté, un discours centriste et modéré porté par Aznar, Rajoy et García-Escudero, et de l'autre un affrontement dur avec l'opposition socialiste mené par Arenas, Mato et Hernando.
Elle est élue pour un troisième mandat consécutif au Congrès des députés, tandis que le PP conquiert 19 députés sur 35 dans sa circonscription et la majorité absolue dans toute l'Espagne. Lors de la formation du nouveau gouvernement, Rajoy défend auprès d'Aznar le choix d'Ana Mato pour occuper le ministère de la Santé, tandis que Rato propose le premier vice-président du Congrès Enrique Fernández-Miranda. Pour n'en désavouer aucun, le président du gouvernement retient finalement la maire de Malaga Celia Villalobos. Elle devient en mai porte-parole du groupe populaire au sein de la commission de la Science et de la Technologie.

#### Numéro trois du PP

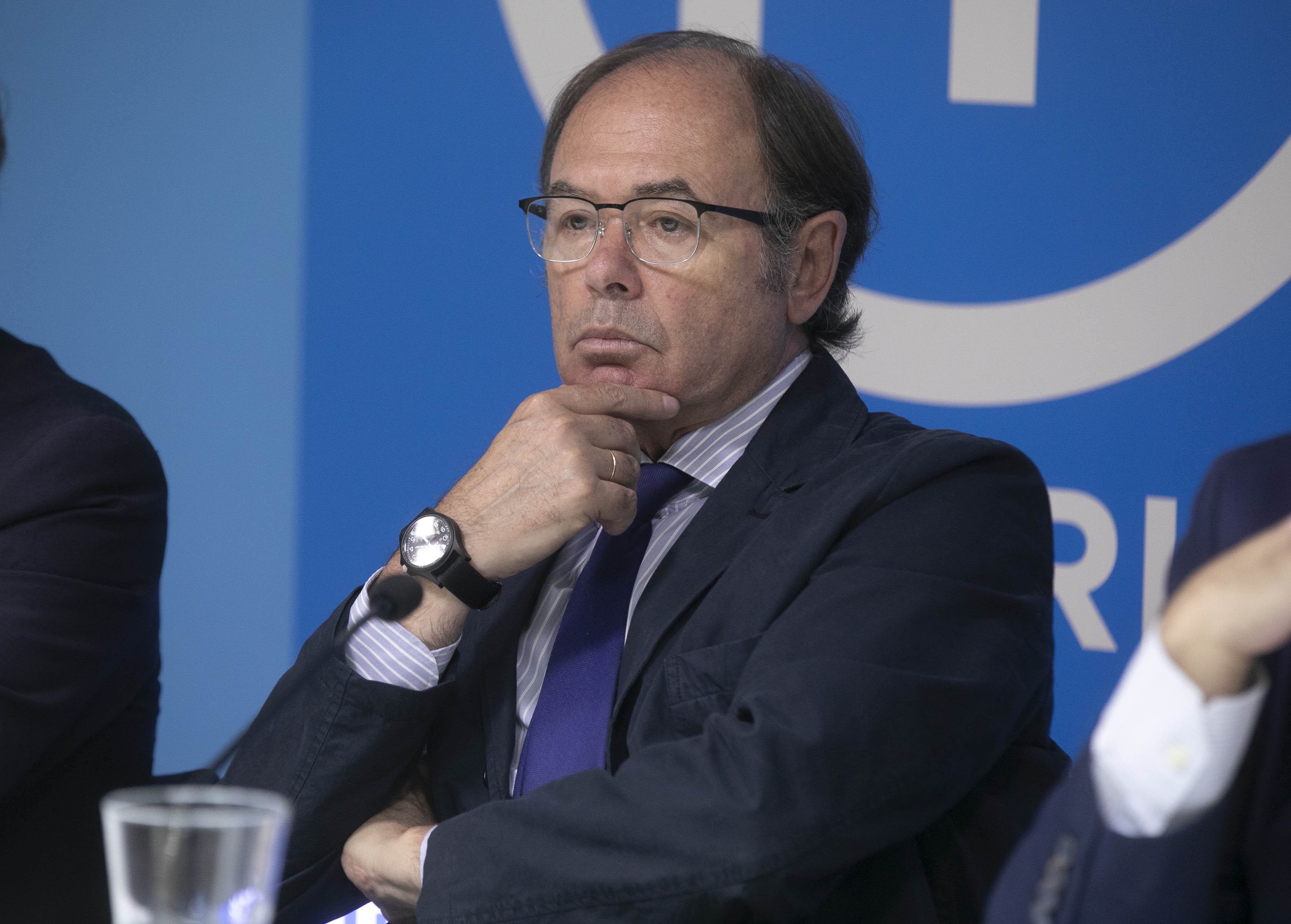
En remplaçant Pío García-Escudero dans l'exécutif du PP, Ana Mato devient numéro trois du parti.

Au cours de la réunion du comité directeur national qui, le 29 octobre 2001, convoque le XIVe congrès national du Parti populaire pour le mois de janvier 2002, elle est désignée pour rédiger, avec le ministre de la Justice Ángel Acebes, le rapport relatif aux modifications statutaires. Dans la perspective du conclave conservateur, le nom d'Ana Mato est cité avec Mercedes de la Merced, Esperanza Aguirre et Acebes en cas de création de nouveaux postes de vice-secrétaires généraux, en sus des trois occupés par Mariano Rajoy, Rodrigo Rato et Jaime Mayor Oreja. Finalement, en clôture du congrès le 27 janvier 2002, elle est simplement reconduite dans ses fonctions de coordonnatrice à la Participation et à l'Action sectorielle. En janvier 2003, elle prend les fonctions de coordonnatrice adjointe du comité de campagne pour les élections régionales et municipales du 26 mai suivant, sous la direction Pío García-Escudero. Son nom apparaît au début du mois de juin pour intégrer le gouvernement en tant que ministre de la Science et de la Technologie, en prévision du départ annoncé de Josep Piqué.
C'est cependant au sein de la direction du parti qu'elle est promue : elle est désignée le 7 juillet coordonnatrice à l'Organisation en remplacement de García-Escudero, désormais adjoint au maire de Madrid. Personne de confiance très proche tant d'Aznar que du secrétaire général Javier Arenas, son rôle est à la fois de préparer le PP pour les élections catalanes du 16 novembre et les élections générales du 14 mars 2004, et pour la succession d'Aznar comme chef de file électoral puis président du parti. Dans la mesure où les trois vice-secrétaires généraux n'assument aucune responsabilité exécutive, elle est techniquement « numéro trois du parti »,. Ainsi trois jours après son entrée en fonction, elle réfute que le parti prépare un congrès extraordinaire en vue de remplacer Aznar, rappelant que le calendrier défini prévoit une sélection du candidat à la présidence du gouvernement au dernier trimestre de l'année et l'élection d'un nouveau président en janvier 2005 « car c'est ce qui est prévu par les statuts ». Elle affirme qu'« Aznar peut décider librement de son avenir, mais le président du parti est élu pour trois ans ». Elle est ainsi écartée de facto d'une entrée au gouvernement.
Le 15 septembre suivant, le nouveau secrétaire général et chef de file électoral du PP Mariano Rajoy la désigne pour siéger au sein du comité du programme électoral, coordonné par le secrétaire d'État Gabriel Elorriaga. Pour les élections générales, elle est investie en 3e position sur la liste de la circonscription de Madrid, juste après Rajoy et Rodrigo Rato mais devant Elorriaga.

### Proche de Mariano Rajoy

#### Mise en retrait temporaire

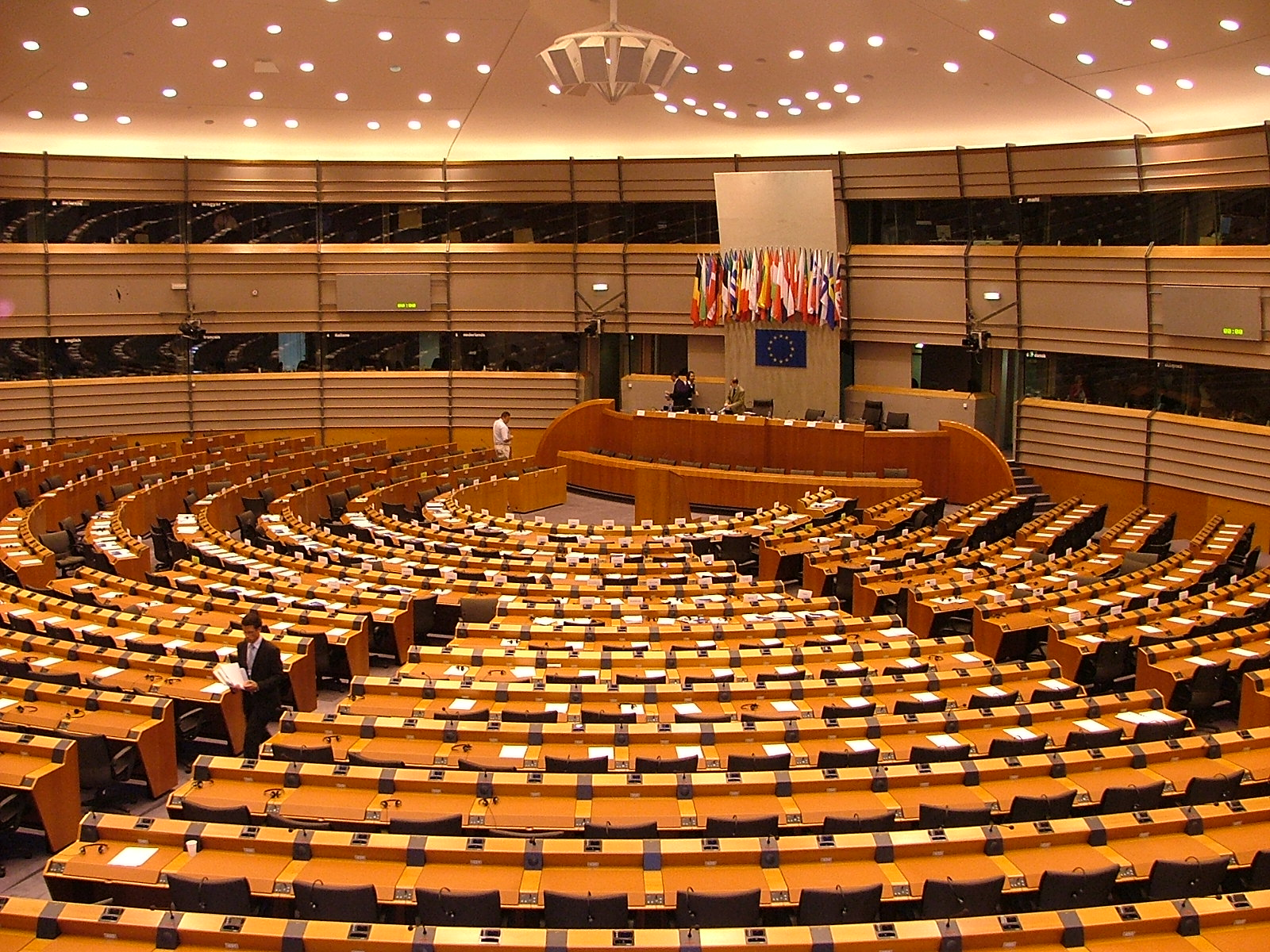
Après la défaite du PP aux élections de 2004, Ana Mato est élue au Parlement européen.

Elle est réélue au Congrès lors des élections générales, même si le PP est en recul dans la région madrilène et perd le pouvoir nationalement, au profit des socialistes. Elle demande ensuite à Rajoy de la relever de ses fonctions, mais ce dernier hésite car il n'a aucun reproche à lui formuler et estime qu'elle a réalisé un bon travail sur la campagne. Il finit par accepter le 26 mars, 12 jours après le scrutin, et indique qu'elle sera candidate en bonne position aux élections européennes de juin, afin de ne pas donner l'impression que ce départ est une sanction. Lors du comité exécutif qui se tient trois jours plus tard, son poste est confié par Ángel Acebes au président de la députation provinciale d'Ávila Sebastián González Vázquez.
Affirmant que sa décision aurait été la même en cas de victoire, elle avait déjà envisagé d'abandonner ses responsabilités au mois de septembre précédent, actant le renouvellement générationnel au sein de la direction du PP. Il est annoncé le 4 mai qu'elle sera en 5e place sur la liste menée par Jaime Mayor Oreja. Deuxième femme après l'ancienne présidente du Congrès Luisa Fernanda Rudi, elle devance les anciens ministres Cristóbal Montoro et Pilar del Castillo. Élue le 13 juin au Parlement européen, elle siège au sein du groupe du Parti populaire européen - Démocrates européens (PPE-DE) — au bureau duquel elle entre en novembre suivant — et à la commission de l'Emploi et des Affaires sociales. Julio Sánchez Fierro lui succède au Congrès.

#### Retour aux responsabilités

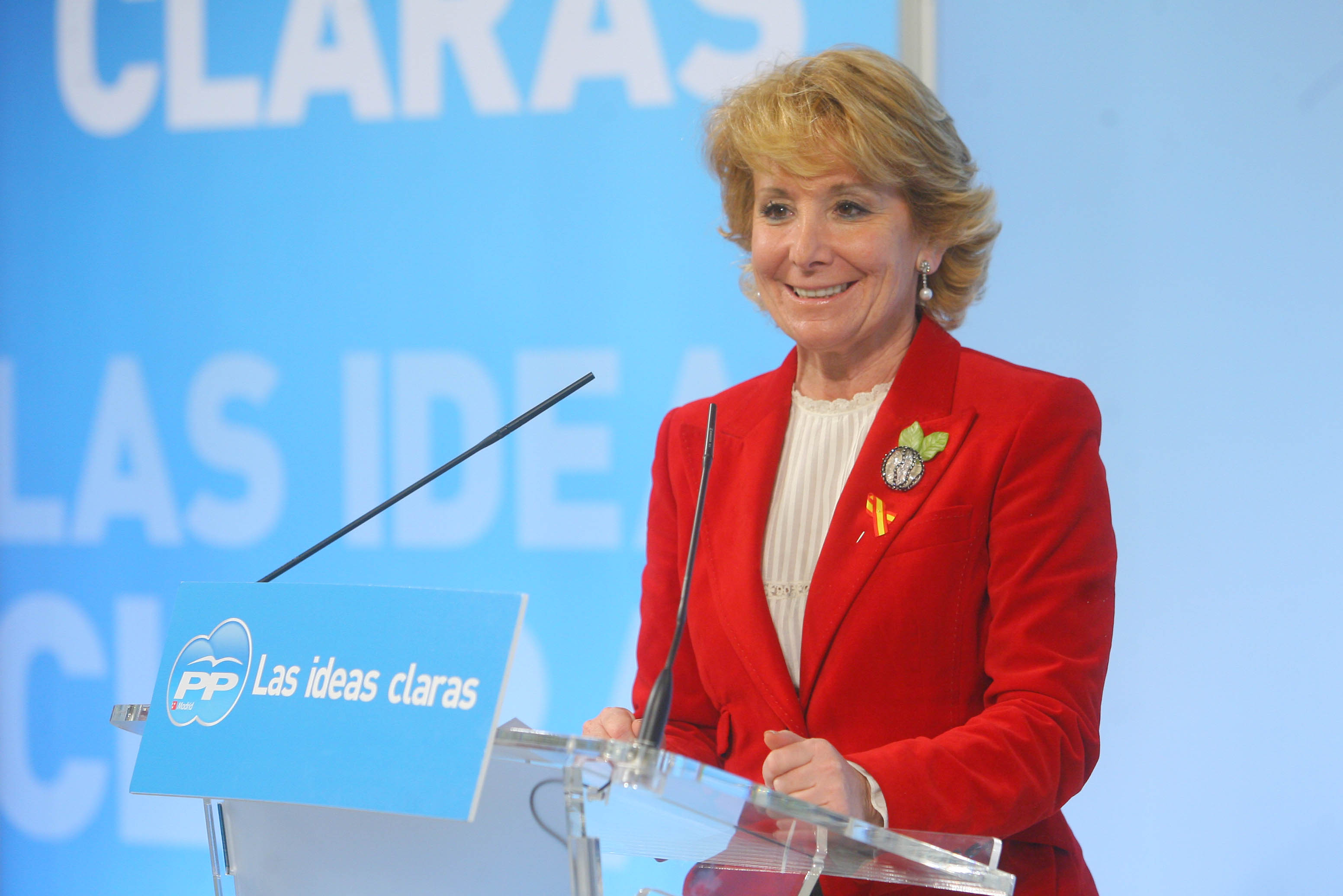
Ana Mato rédige en novembre 2004 la motion du congrès du Parti populaire de Madrid présidé par Esperanza Aguirre.

En conclusion du XVe congrès national du Parti populaire en octobre 2004, qui consacre Rajoy à la présidence, elle réintègre le comité exécutif national dont elle avait démissionné sept mois plus tôt. Elle rédige le mois suivant la motion d'orientation du Parti populaire de Madrid, dirigé par la présidente de la communauté de Madrid Esperanza Aguirre, dont les premiers mots revendiquent sans nuance le bilan d'Aznar tandis que le texte soutient la politique libérale menée par la dirigeante régionale. À l'issue d'une réunion du comité exécutif le 20 décembre, elle intègre le comité de campagne pour le référendum sur la ratification du traité constitutionnel européen, coordonné par José Antonio Bermúdez de Castro.
Au cours de l'été 2007, bien qu'elle n'ait pas l'intention de revenir dans la vie politique nationale et qu'elle voie son mandat européen comme une nouvelle page de sa vie politique, son nom apparaît comme potentielle candidate aux élections générales du 9 mars 2008 à Madrid, notamment du fait de la nouvelle obligation de présenter 40 % de candidats de chaque sexe dans chaque circonscription : en mars 2004, le Parti populaire n'avait fait élire que trois femmes sur 17 députés, dont deux — Ana Mato et Mercedes de la Merced — avaient par la suite démissionné,,. Elle est effectivement investie candidate dans la circonscription électorale madrilène en janvier 2008, occupant à nouveau la 3e place de la liste du PP, après Mariano Rajoy, le chef d'entreprise Manuel Pizarro, et devant le porte-parole parlementaire Eduardo Zaplana et la secrétaire à la Politique territoriale Soraya Sáenz de Santamaría, personnalité extrêmement proche du président du parti.
Elle crée la polémique à la fin du mois de février en affirmant que les enfants andalous « sont pratiquement analphabètes ». Réagissant au rapport Pisa qui place l'Andalousie à la dernière place des communautés autonomes, elle juge que « Manuel Chaves n'a rien fait pour l'éducation. Il semble que cela lui convienne et qu'il veuille qu'il en soit ainsi ». Très critiquée par le PSOE fédéral et andalou, elle présente ses excuses quelques heures plus tard, évoquant une « expression malheureuse » et demandant « pardon à ceux qui ont pu se sentir offensés, car ce n'était pas mon intention ». Cette déclaration intervient dans un contexte compliqué pour le candidat du PP aux élections régionales Javier Arenas, déjà mis en difficulté par d'autres déclarations, décisions ou choix politiques des cadres du parti,.

#### À nouveau numéro trois du parti

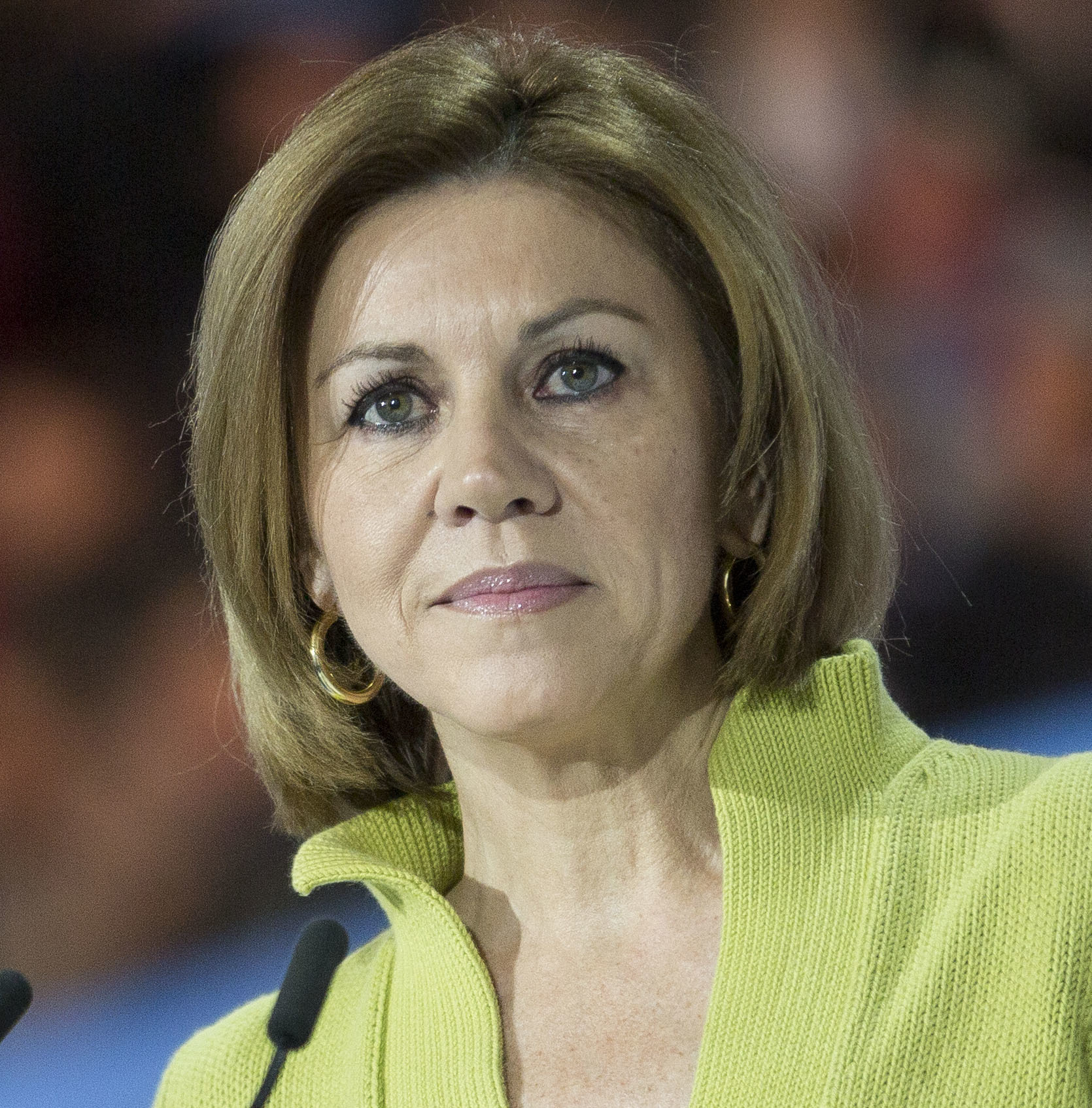
Le poste de secrétaire général du PP pour lequel Ana Mato était pressentie revient finalement à María Dolores de Cospedal, dont elle est désignée adjointe déléguée à l'Organisation.

Réélue alors que le PP est maintenu dans l'opposition avec 154 députés, elle ne renonce pas à siéger au Congrès des députés, sa candidature étant perçue comme un retour définitif à la vie politique nationale. Juan Andrés Naranjo Escobar reprend son siège au Parlement européen.
À l'approche du XVIe congrès national de la formation conservatrice, elle se trouve citée comme potentielle candidate au poste stratégique de secrétaire générale, soit le bras droit du président,. Rajoy annonce le 19 juin qu'elle sera nommée lors du conclave de la droite espagnole vice-secrétaire générale à l'Organisation et aux Élections, devenant de facto la « numéro trois » du parti après le président et la nouvelle secrétaire générale María Dolores de Cospedal. Sa présence à un tel niveau de responsabilité est présentée comme une marque de l'influence de Javier Arenas sur la formation de la nouvelle direction du Parti populaire,.
À peine entrée en fonction, elle se rend le 28 juin à Barcelone et rencontre le président du Parti populaire de Catalogne (PPC) Daniel Sirera afin de présenter une seule candidature lors du congrès à venir. Elle indique à Sirera qu'il a la confiance de Rajoy mais ne lui exprime pas de soutien public. De retour trois jours plus tard dans la capitale catalane, elle pousse Sirera et son concurrent Alberto Fernández Díaz à se retirer au profit de la sénatrice Alicia Sánchez-Camacho, bien que le sortant soit plus rétif à renoncer,. Lors de son intervention devant le XIIe congrès du PPC le 5 juillet, ses remerciements à Sirera et Fernández Díaz sont accueillis par des huées, des cris qui redoublent quand elle affirme que la candidature de Sánchez-Camacho représente « l'unité » du parti. Après que la candidate dissidente Montserrat Nebrera a remporté 43 % des voix, María Dolores de Cospedal admet sa responsabilité de la direction du PP dans les critiques reçues par Mato, affirmant que « tout le monde a commis une faute » mais précisant que pour elle « celui qui hue pour ne pas laisser les autres s'exprimer est le plus grand responsable » de ce qui s'est passé.
Chargée le 9 mars 2009 de coordonner le comité de campagne de son parti pour les élections européennes du 7 juin suivant, le scrutin est marqué par une victoire du PP, qui devance les socialistes de plus de 400 000 voix et deux sièges. Elle présente le 6 novembre la convention nationale que le PP a l'intention de réunir la semaine suivante. Convoquée à Barcelone, elle doit traiter de questions aussi diverses que l'éducation, l'égalité, la réforme du marché du travail ou encore le changement climatique. Le véritable objectif de cette réunion est à la fois de transmettre une image d'unité alors que les désaccords entre Mariano Rajoy et la présidente madrilène Esperanza Aguirre se font grandissants ; d'améliorer l'image du parti en Catalogne dans la perspective des prochaines élections générales, puisqu'en 2008 de nombreux Catalans ont voté socialiste pour éviter le retour de la droite au pouvoir ; et mettre en avant Alicia Sánchez-Camacho dans l'objectif des élections catalanes de 2010,.

### Artisane des victoires de 2011

#### Élections municipales et régionales

Au soir des élections régionales de 2011 dont Ana Mato dirigeait la campagne, le PP s'impose dans 11 territoires sur 13 soumis au vote.

Lors d'une réunion le 10 janvier 2011, le comité exécutif du Parti populaire désigne Ana Mato coordonnatrice du comité de campagne pour les élections municipales et régionales du 22 mai suivant. Elle présente quelques jours plus tard les principaux axes de la convention nationale qui se tiendra à Séville du 21 au 23 janvier, sous le slogan « Tu peux avoir confiance ». Bien que destinée à lancer une série de conclaves identiques et à préparer les élections locales, cette grande réunion est considérée comme le coup d'envoi de la campagne pour les élections générales, alors attendues en mars 2012. Elle explique que l'objectif de la convention de Séville est « de réveiller l'espoir chez les Espagnols, qui savent que nous sommes capables de sortir de la crise »,.
Elle lance le 21 mars une première phase de la campagne électorale, centrée autour de l'emploi et des pensions de retraite, deux éléments qui ne relèvent pas des compétences municipales ou régionales. La stratégie élaborée par Ana Mato vise en effet à répondre aux principales préoccupations des Espagnols en voyant le vote du 22 mai comme le « premier tour » des élections législatives et sénatoriales. Elle présente le 19 avril le slogan de campagne du PP, « Centrés sur toi », et explique que pour son parti les scrutins locaux du mois suivant constituent « le début du changement ». Précisant que cette campagne se veut « positive » et basée sur l'idée de promouvoir la « bonne gestion » des gouvernements conservateurs dans le pays, elle indique qu'elle aura une résonance nationale car les Espagnols éprouvent des préoccupations communes,.
Au soir des scrutins, le Parti populaire remporte une victoire éclatante. Devançant le Parti socialiste ouvrier espagnol de deux millions de voix aux élections municipales et remportant la majorité absolue des sièges dans le fief socialiste de Séville, il s'impose également dans 11 des 13 communautés autonomes renouvelant leur assemblée, dont les deux bastions historiques du PSOE, la Castille-La Manche et l'Estrémadure, se renforce dans ses places fortes que sont la Communauté valencienne et la région de Murcie, et reprend le pouvoir au centre gauche dans les îles Baléares et l'Aragon. Ana Mato salue un moment « historique » et explique ce résultat par le fait que « les citoyens veulent du changement et commencer une nouvelle étape ».

#### Élections générales

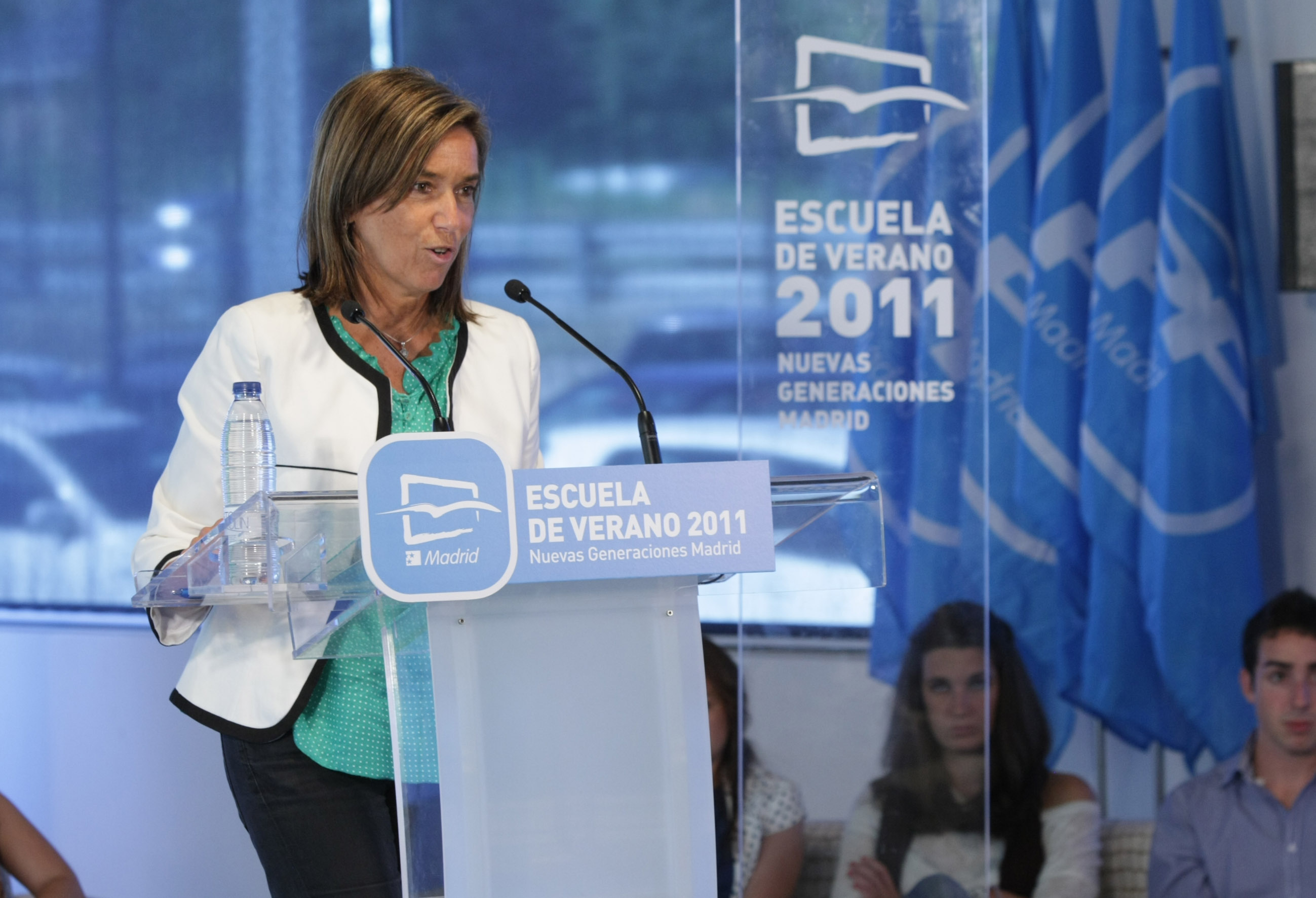
Ana Mato est désignée en juillet 2011 directrice de campagne pour les élections générales.

Auréolée de ce succès électoral, Ana Mato est nommée coordonnatrice de campagne pour les élections générales au début du mois de juillet et travaille dans la perspective d'une possible anticipation du scrutin à l'automne, préparant notamment la tenue d'une conférence politique trois mois plus tard,. Comme Elena Valenciano coordonne l'équipe électorale des socialistes, c'est la première fois en Espagne que deux femmes dirigent la campagne des deux plus grands partis du pays. Toutes les deux sont amies depuis qu'elles ont siégé ensemble au Parlement européen, entre 2004 et 2008, ayant souvent voyagé ensemble entre Madrid et Bruxelles. Elle prend ainsi la tête de la même équipe que celle responsable de la campagne des élections locales, retrouvant notamment ses adjoints Juan Carlos Vera, José Antonio Bermúdez de Castro et Juan Manuel Moreno, ainsi que le coordonnateur du programme Baudilio Tomé, tandis que la campagne de Mariano Rajoy relève d'un groupe de travail spécifique sous l'autorité de Jorge Moragas.
La campagne est notamment marquée par les affaires de corruption. Ainsi le 16 juillet, le président de la généralité valencienne Francisco Camps est renvoyé devant la justice pour corruption passive dans le cadre de l'affaire Gürtel. La direction du parti met plus de 24 heures à réagir, par la voix d'Ana Mato qui présente une défense modérée, parlant de Camps comme « une personne honorable », pour qui « les Valenciens ont voté majoritairement car il a réalisé un travail incroyable ». Un mois plus tard, elle dément avec force que les événements de la campagne des élections générales du 9 mars 2008 dans la Communauté valencienne auxquels Rajoy a participé ont été illégalement financés, comme le prétend le parquet anti-corruption. Pour elle, les comptes du Parti populaire de la Communauté valencienne sont « absolument clairs » et « sans l'ombre d'un financement illégal », rappelant que « le Tribunal des comptes de Valence l'a dit, et c'est une information publique ». Elle ajoute que « jamais nous n'avons eu de problème avec nos comptes, ce que tout le monde ne peut pas dire ». Elle indique au début du mois de septembre qu'« il n'existe aucun scénario » dans lequel l'ancien sénateur et ex-trésorier Luis Bárcenas et l'ancien député Jesús Merino — mis hors de cause par la justice dans l'affaire Gürtel — seraient candidats aux élections « de leur part ou de la nôtre ».

Avec 185 députés, le PP remporte une solide majorité absolue au Congrès des députés.

Avec Valenciano, elles annoncent le 30 août s'être mises d'accord pour mettre en œuvre dès à présent les restrictions de publicité électorale que la loi électorale impose uniquement à partir de la convocation officielle des élections, en l'espèce le 27 septembre. Concrètement, les différentes affiches des candidats n'apparaîtront pas avant le début de la campagne officielle, le 5 novembre. Les deux responsables justifient cette décision par une volonté de mener une campagne austère et d'utiliser l'argent ainsi économisé pour organiser des événements publics. Ana Mato indique d'ailleurs une semaine plus tard, le 6 septembre, que le budget électoral du Parti populaire sera réduit de plus de 15 % par rapport au scrutin de 2008, allant au-delà de ce qui a été convenu avec le Parti socialiste. À cette occasion, elle présente le slogan retenu pour la précampagne, « Le changement commence » (Empieza el cambio) et informe que son parti a pour objectif de prendre un million de voix aux socialistes,.
En parallèle de l'organisation de la campagne, elle s'implique directement — aux côtés de Rajoy et Cospedal — dans les négociations en vue de constituer une liste unique du centre droit en Aragon avec le Parti aragonais (PAR), et en Navarre avec l'Union du peuple navarrais (UPN) et qui débouchent sur deux accords de coopération électorale. Le président du PP révèle le 13 octobre 2011 qu'Ana Mato sera, à nouveau, en 3e position sur la liste de la circonscription de Madrid, gage de reconnaissance de son travail interne au parti. Placée juste devant le maire de la capitale Alberto Ruiz-Gallardón, elle n'est plus la première femme de la candidature conservatrice, puisqu'elle est devancée par Soraya Sáenz de Santamaría.
Le 25 octobre, elle présente le slogan de campagne du parti, « Joins-toi au changement » (Súmate al cambio), expliquant qu'il s'agit d'un appel « positif » aux Espagnols pour qu'ils s'associent à son « projet d'avenir et de confiance réformiste » afin de sortir de la crise « collectivement et non en s'opposant ». Elle génère le même jour une nouvelle polémique concernant le système éducatif andalou, affirmant — sur la base d'une photo montrant des enfants assis par terre pour réaliser une activité collective — qu'en Andalousie les élèves reçoivent leurs cours « sur le sol dans les écoles ». Usant de cet argument afin de contester le discours socialiste selon lequel les gouvernements régionaux du PP réduisent leurs budgets consacrés à l'éducation publique, elle est vertement attaquée par la conseillère à la Présidence de la Junte d'Andalousie Mar Moreno qui ironise sur le fait que « dans les écoles andalouses, on apprend à ne pas mentir, à dire la vérité, à ne pas dénigrer l'autre » et dénonce « une énième agression verbale » du PP.
Au soir du scrutin, c'est elle qui revendique devant les médias la victoire de son parti en déclarant que « selon les données issues des premiers résultats, le PP aurait gagné les élections ». Elle ajoute que « si ces données se confirment, c'est le début d'une nouvelle étape, centrée sur la lutte contre la crise et le chômage ». Plus tard dans la soirée, elle monte au balcon du siège national du parti sur la calle de Génova pour saluer la foule de militants et sympathisants massée au pied du bâtiment, aux côtés de Rajoy, Cospedal, Ruiz-Gallardón ou encore Esperanza Aguirre,,.

## Ministre de la Santé

### Fidélité récompensée

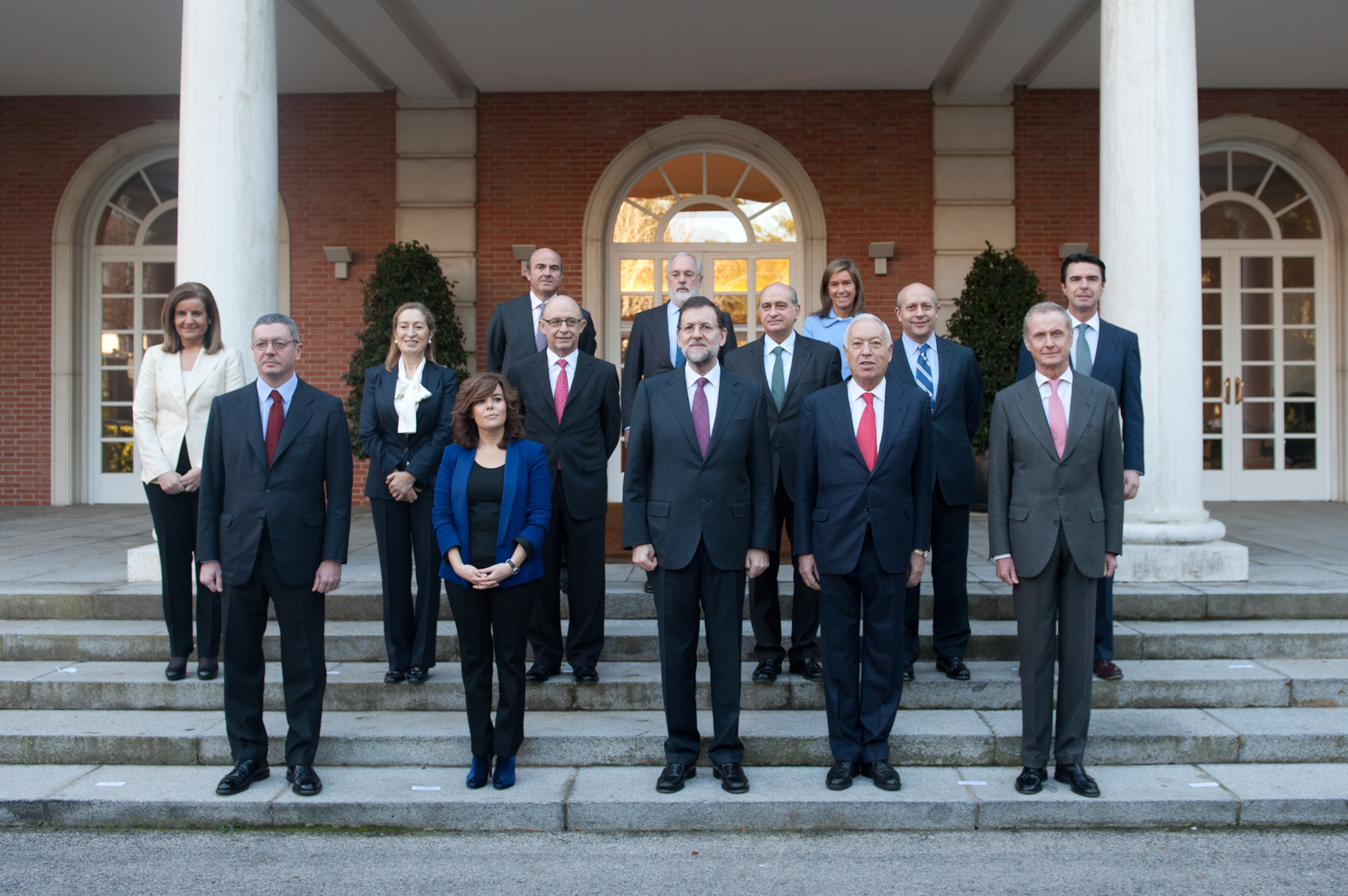
Ana Mato est désignée ministre de la Santé du gouvernement Rajoy I.

Réélue députée, Ana Mato est nommée le 21 décembre 2011 ministre de la Santé, des Services sociaux et de l'Égalité (Ministra de Sanidad, Servicios sociales e Igualdad) et prend ses fonctions le lendemain, lors d'une cérémonie de passation des pouvoirs, en présence notamment de Luisa Fernanda Rudi, José Manuel Romay, Isabel Tocino et Esteban González Pons,. Sa nomination à ce poste vient récompenser à la fois ses responsabilités dans la campagne victorieuse du parti aux élections générales et sa loyauté absolue envers Rajoy depuis trois ans. Lors du XVIIe congrès national du PP à Séville en février 2012, le député de Cáceres Carlos Floriano lui succède en tant que vice-secrétaire général à l'Organisation et aux Élections, tandis qu'elle devient membre sans responsabilité du comité exécutif national.

### Priorités annoncées
Bien que son département reprenne les mêmes compétences que celles attribuées à sa prédécesseure socialiste Leire Pajín, la place laissée aux politiques d'égalité est encore réduite puisque le ministère ne dispose que d'un unique secrétariat d'État délégué aux politiques sociales et à l'égalité. Affichant comme priorité la garantie de l'accès universel à la santé, l'égalité des chances et la lutte contre les violences faites aux femmes, elle évite dans son discours d'intronisation de faire référence à la « violence de genre », n'évoque pas clairement la gratuité de l'accès à la santé — alors que la généralité de Catalogne vient d'instaurer une franchise pour les médicaments — ou l'application de la loi relative à la dépendance.
Elle est auditionnée le 1er février 2012 par la commission de la Santé du Congrès des députés, afin de présenter ses principaux projets. Elle annonce son objectif de créer par la loi un socle commun des services sociosanitaires auquel aurait droit chaque citoyen, quelle que soit sa communauté autonome de résidence ; souhaite mettre en place des critères nationaux uniques pour établir le montant de la franchise pour les proches de personnes dépendantes ; réunifier le calendrier des obligations vaccinales rompu par la communauté de Madrid et la Galice ; augmenter le recours aux médicaments génériques ; et proposer une carte de sécurité sociale unique.
Lorsqu'elle évoque sa volonté de proposer un accord national relatif à la soutenabilité du système de santé publique, la députée socialiste Pilar Grande lui rappelle que le PP avait refusé en 2010 de cosigner les conclusions du travail de la commission parlementaire sur ce sujet. Cinquième ministre de la Santé à chercher un pacte entre les différentes forces politiques, elle ne ferme pas complètement la porte à l'instauration de franchises.
Entendue une semaine plus tard par la commission de l'Égalité, elle apporte son soutien à la volonté du ministre de la Justice Alberto Ruiz-Gallardón de réformer la loi relative à l'interruption volontaire de grossesse (IVG), afin de passer d'une réglementation « de délai » à une réglementation « de prérequis », rétablissant la législation en vigueur entre 1985 et 2010, en affirmant que « c'est une réforme portée par tout le gouvernement ». Elle défend en outre l'idée d'un guichet unique pour accompagner les femmes victimes de violence, s'engage à une meilleure prise en compte des enfants victimes de violences familiales, promet d'évaluer les programmes en direction des hommes maltraitants, et annonce la création d'une commission interministérielle pour l'éradication de la violence de genre, sans entrer dans les détails ni s'écarter des lignes directrices du programme électoral du Parti populaire.

### Réformes sanitaires

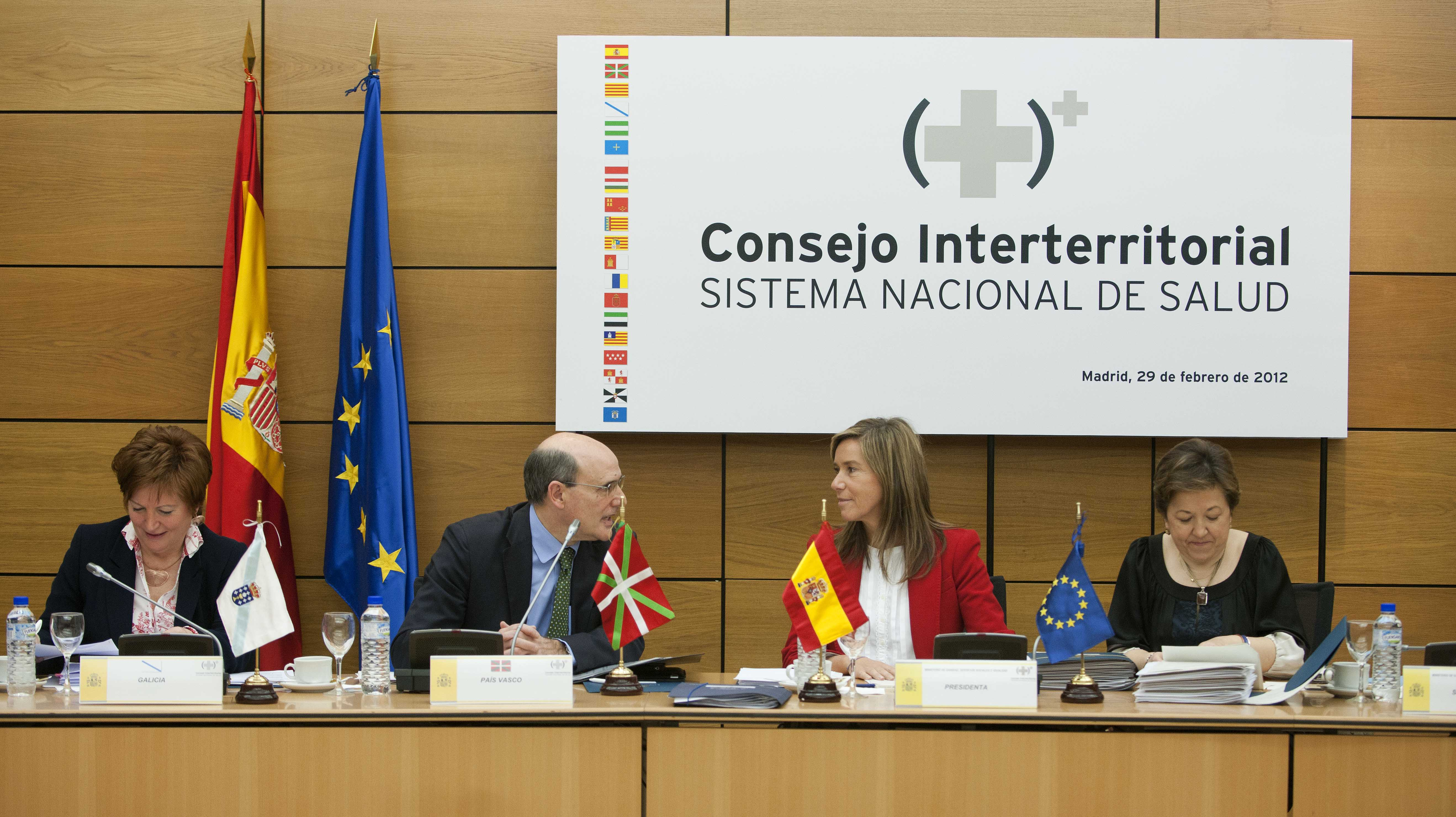
Lors des réunions du conseil inter-territorial de santé en 2012, Ana Mato fait adopter les franchises pharmaceutiques et le déremboursement de plus de 400 médicaments.

#### Franchises pharmaceutiques
Alors que le gouvernement semblait avoir renoncé à une réforme de la santé publique fondée sur l'instauration de franchises, Ana Mato laisse entendre aux journalistes parlementaires le 11 avril 2012 que l'exécutif pourrait instaurer un système de franchise pharmaceutique progressif, en fonction du revenu de chaque assuré. Elle affirme dans le même temps que les consultations et prestations médicales resteront gratuites tout en expliquant que le système sanitaire public n'est plus soutenable à cause d'une dette de 16 milliards d'euros,.
Lors du conseil interterritorial du Système national de santé du 18 avril, l'État et les communautés autonomes s'accordent pour instaurer une franchise pour les retraités, augmenter celle déjà payée par les actifs, et la rendre dans les deux cas proportionnelle aux revenus du patient. Cette solution, défendue par Ana Mato et le ministre de l'Économie Luis de Guindos, est ainsi préférée à la solution catalane, selon laquelle les assurés paient un euro pour chaque médicament acheté. Alors que le système sanitaire doit économiser sept milliards d'euros, l'économie issue de cette mesure est chiffrée à un milliard et demi en moyenne. Ana Mato explique que cette décision a surtout un rôle « éducatif », visant à faire diminuer la consommation de produits pharmaceutiques,.

#### Déremboursements et exclusion des immigrés clandestins
La réunion du conseil des ministres deux jours plus tard adopte un décret-loi de mesures urgentes pour la soutenabilité du système de santé. Le texte ratifie les franchises sur les médicaments et le met en place pour le 1er juillet ; instaure le même système pour le transport sanitaire non-urgent, les béquilles, attelles et fauteuils roulants ; dérembourse certains médicaments pour les maladies mineures ; impose aux majeurs de 26 ans n'ayant pas commencé à cotiser de prouver leur absence de revenus pour continuer à bénéficier de la gratuité du système de santé ; institue une obligation de résidence de trois mois pour les ressortissants de l'Union européenne et l'Espace économique européen pour bénéficier des prestations sanitaires espagnoles ; et retire au 31 août la carte de sécurité sociale aux immigrés en situation irrégulière qui n'auraient pas établi de résidence fiscale en Espagne. À cet égard, elle explique qu'« il ne suffira plus d'être inscrit sur le registre du recensement » car pour obtenir la carte, l'administration contrôlera qui vit « et travaille réellement comme nous et paie ses impôts ». Elle justifie cette réforme par « les abus des étrangers qui font venir leurs familles uniquement pour recevoir des traitements médicaux ». Cette modification revient ainsi sur une disposition adoptée en 2000, sous le mandat de José María Aznar,.
À la réunion du conseil interterritorial du 27 juin, elle est critiquée par les conseillers à la Santé des territoires que ne gouverne pas le Parti populaire. Le conseiller catalan dénonce le manque d'information sur la liste des médicaments déremboursés et la précipitation de l'État à faire adopter cette liste ; le conseiller basque indique que son exécutif compensera les franchises ; et le conseiller asturien fait savoir que son gouvernement n'est pas techniquement prêt à mettre en œuvre le paiement proportionnel aux revenus. En réponse, Ana Mato rejette toute idée de report ou moratoire sur l'application pour la mise en place des franchises et affirme que « toutes les communautés autonomes sont techniquement prêtes », ajoutant que « tous les gouvernements régionaux vont respecter la légalité, on peut être en désaccord ou déposer un recours contre une mesure, mais pas violer la loi ». Le ministère fait savoir le 30 juillet que le déremboursement entrera finalement en vigueur le 1er septembre, et non deux jours plus tard, afin de laisser à l'industrie pharmaceutique le temps de s'adapter,.

### Restriction de la reproduction assistée
Dans le cadre de l'élaboration du portefeuille commun de base des services sociosanitaires en cours d'élaboration, le ministère de la Santé indique en juillet 2013 que les couples lesbiens et les femmes célibataires seront à l'avenir exclues des dispositifs de la procréation médicalement assistée dans le système de santé publique. Le ministère réfute toute motivation idéologique et affirme simplement s'en tenir à des « critères thérapeutiques et préventifs ». Alors que plusieurs universitaires dénoncent une mesure discriminatoire qui serait contraire à la Constitution espagnole de 1978, le Parti socialiste demande son audition, évoque une proposition « injuste et incompréhensible », une mesure de « pure idéologie » selon son secrétaire général Alfredo Pérez Rubalcaba, tandis que la secrétaire à l'Égalité Purificación Causapié (es) parle d'une « discrimination au profit d'un unique modèle de famille ». La Fédération nationale des Lesbiennes, gays, bisexuels et transgenres (FELGBT) s'insurge en affirmant que « le gouvernement nous considère comme des familles de seconde zone et ne garantit pas l'égalité à avoir des enfants ».
Le 23 juillet, au lendemain d'une manifestation rassemblant plusieurs centaines de personnes devant le siège du ministère de la Santé et réclamant notamment sa démission, Ana Mato indique en sortant du conseil interterritorial de santé qu'une nouvelle définition a été approuvée, qui limite l'accès à la procréation médicalement assistée aux « personnes stériles ». Bien que le texte ne définisse pas précisément l'infertilité, elle précise que cette définition se fondera sur des critères médicaux et juge que « l'absence d'homme n'est pas un problème médical »,.

### Crise du virus Ebola

#### Gestion contestée

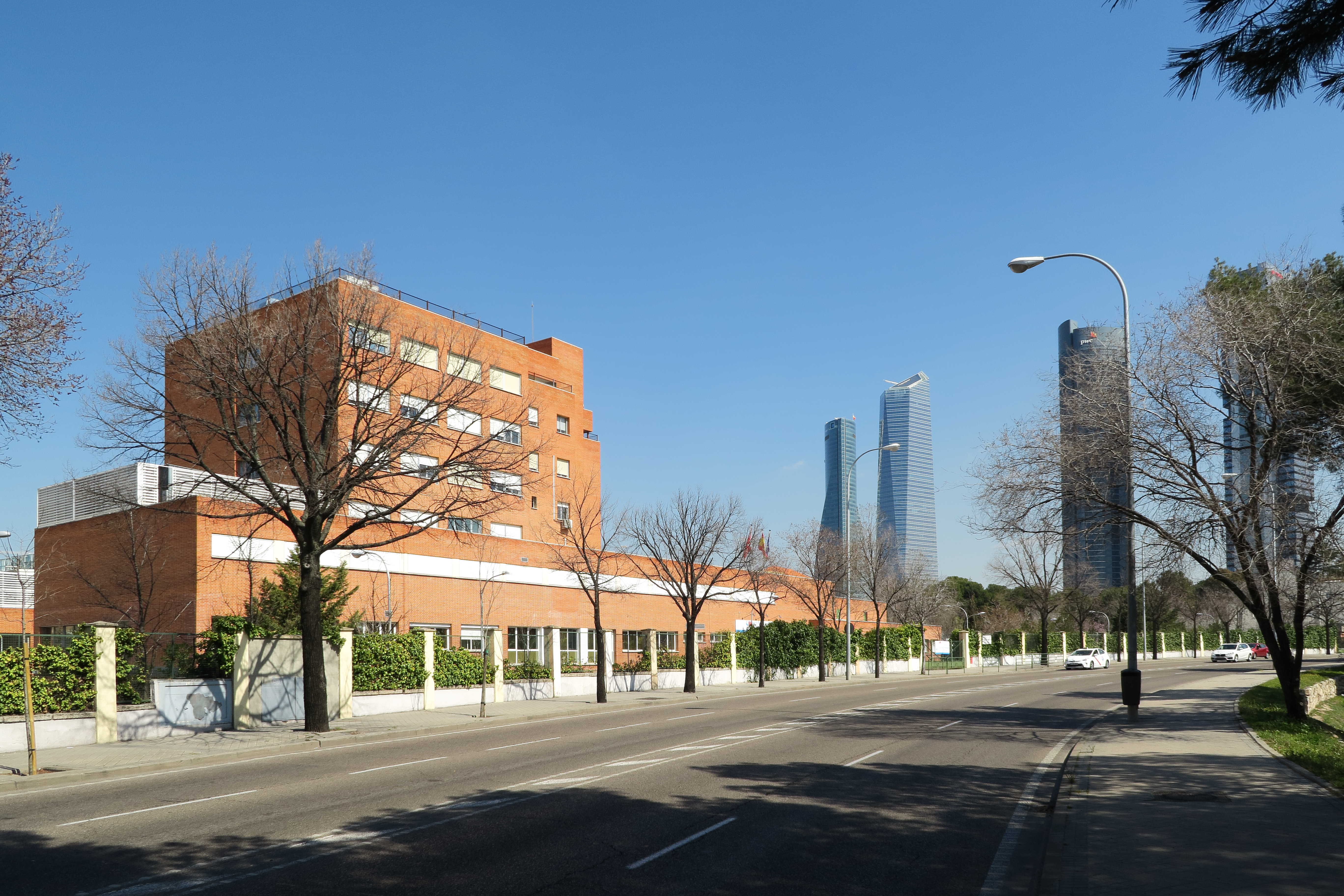
La réponse d'Ana Mato à la contamination d'une infirmière de l'hôpital Carlos III par le virus Ebola génère de fortes critiques.

La presse révèle le 6 octobre 2014 qu'une infirmière de l'hôpital Carlos III de Madrid ayant soigné un religieux espagnol contaminé lors de l'épidémie d'Ebola en Afrique de l'Ouest a contracté à son tour la maladie. Lors d'une conférence de presse extraordinaire, Ana Mato assure que le protocole prévu a été « immédiatement activé pour prendre soin de la patiente et garantir la sécurité de ses soignants et des citoyens ». Elle indique que le ministère « travaille pour vérifier le foyer de contagion ». Le lendemain, le personnel de l'hôpital manifeste pour réclamer sa démission tandis que les syndicats l'interpellent et exigent des réponses sur la « gestion inadéquate et insuffisante » du virus.
Elle s'attire de nouveau les foudres de l'opposition parlementaire, le député de la Gauche unie Gaspar Llamazares appelant à son départ du ministère. Cependant, le porte-parole parlementaire du PSOE Antonio Hernando estime que « ce n'est pas le moment de mettre en cause les responsabilités politiques » et indique que pour les socialistes « en plein milieu d'une crise sanitaire, ce n'est pas le moment pour que la ministre démissionne », une posture partagée par le secrétaire général Pedro Sánchez. Présidente d'Union, progrès et démocratie (UPyD), Rosa Díez souhaite l'audition de la ministre et qu'elle apporte une réponse d'une « plus importante rigueur » que lors de sa conférence de presse de la veille, qualifiée de « honteuse » par le porte-parole d'UPyD au sein de la commission de la Santé, Toni Cantó.
Lors de la séance plénière du Congrès le 8 octobre, elle entre dans l'hémicycle du palais des Cortès entourée de plusieurs ministres, en forme de soutien. En réponse aux questions des parlementaires, elle affirme qu'elle va continuer « à travailler pour garantir aux citoyens la sécurité maximale et rendre compte de toutes les actions » et insiste sur le fait que « les Espagnols peuvent avoir confiance dans nos professionnels pour affronter cette situation ». Plus tard dans la journée, le président du gouvernement confirme qu'elle bénéficie de son soutien, car dans le cas contraire, « elle ne serait pas ministre de la Santé ». Elle se réunit le lendemain avec les porte-paroles des partis d'opposition en matière de santé pour les informer de modifications dans les protocoles de suivi du personnel soignant en contact avec Ebola et de réaction face à un cas suspect de contamination, sans pour autant admettre la commission d'erreurs. Pour les députés présents, les changements annoncés sont bien la reconnaissance implicite d'échecs passés.

#### Mise à l'écart

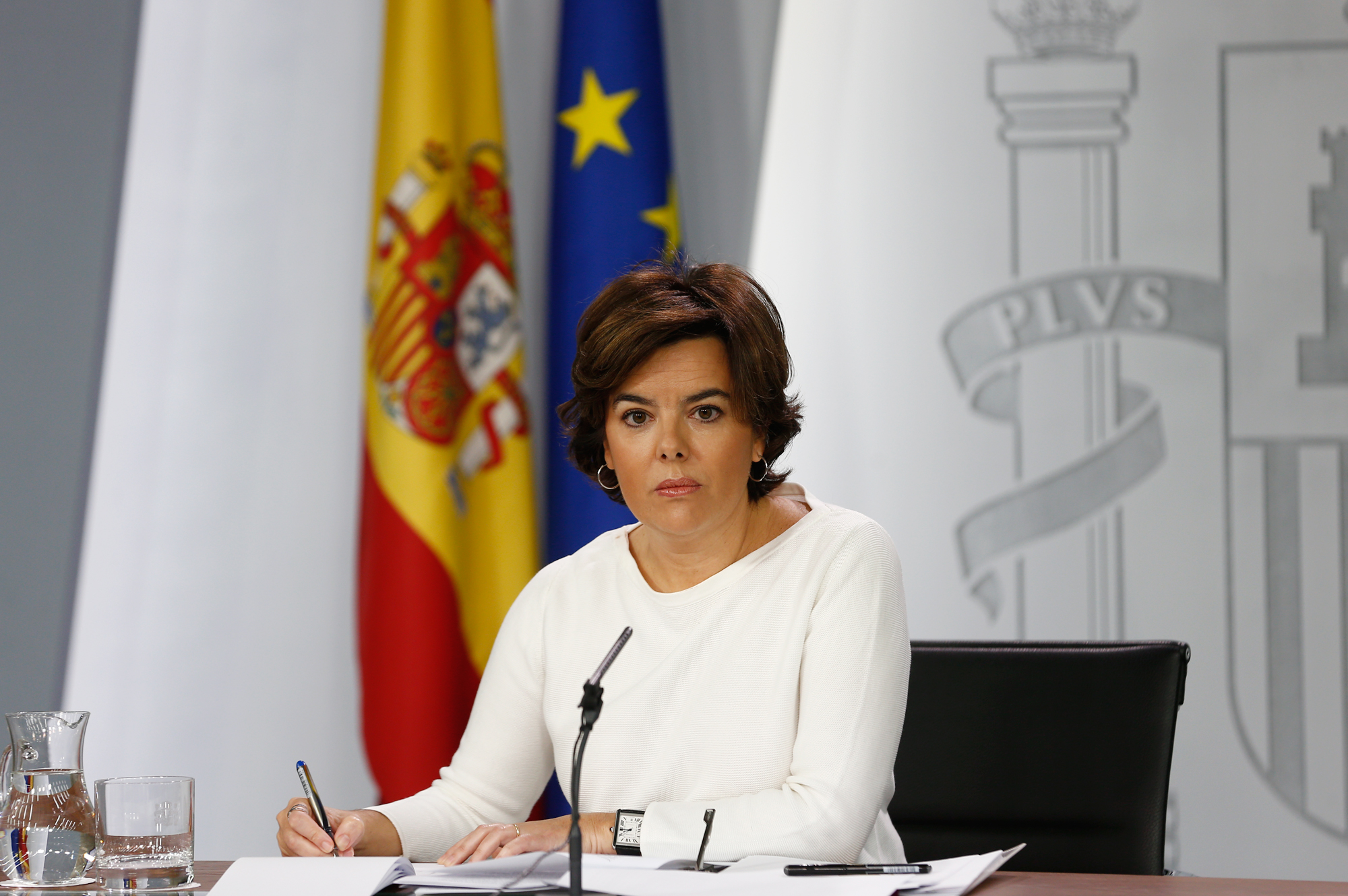
Après cinq jours de crise, la vice-présidente du gouvernement Soraya Sáenz de Santamaría remplace Ana Mato pour coordonner la réponse politique.

Alors qu'elle obtient le 10 octobre l'approbation de sa réforme du protocole de réaction et suivi sanitaires par le conseil interterritorial du système national de santé, Mariano Rajoy décide de reprendre en main la gestion de crise. Il institue un comité de suivi, placé sous la présidence de la vice-présidente du gouvernement Soraya Sáenz de Santamaría, puis se rend à l'hôpital Carlos III avec le président de la communauté de Madrid Ignacio González mais sans la ministre de la Santé. Si elle siège bien au sein du comité de suivi et est la seule ministre dans ce cas, Ana Mato et son ministère sont clairement mis à l'écart de la gestion politique et de la communication, au profit de Santamaría et la présidence du gouvernement,.
Devant le Sénat le 14 octobre, elle indique se sentir soutenue par le chef de l'exécutif, nie avoir commis une quelconque erreur, affirme avoir agi « avec diligence » et réclame « du sérieux et de la rigueur » dans les critiques de l'opposition. Selon elle, ces mêmes critiques n'ont comme objectif qu'« arracher une poignée de votes ». Elle se félicite en outre qu'« en seulement deux jours, nous bénéficiions du protocole le plus avancé en Europe » tout en précisant que le précédent correspondait aux recommandations de l'Organisation mondiale de la santé. Elle reçoit un soutien franc du groupe populaire avec des applaudissements nourris. Le Parti socialiste fait savoir 48 heures plus tard qu'il demande la démission de la ministre et qu'il proposera une résolution de réprobation lors de la séance plénière du 28 octobre, dont l'adoption est impossible puisque le Parti populaire bénéficie de la majorité absolue.

### Démission

#### Bénéficiaire de l'affaire Gürtel

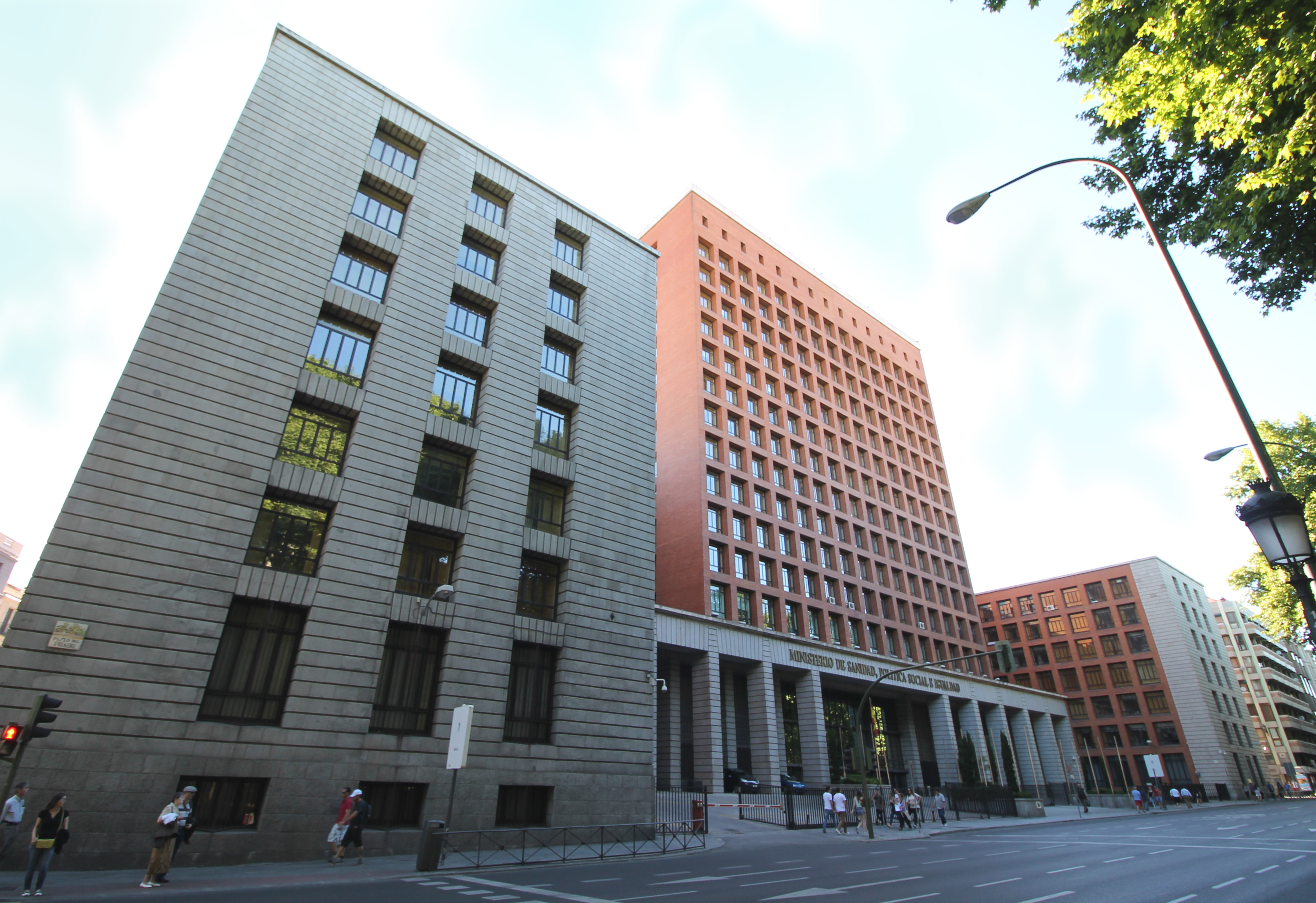
Ana Mato quitte le ministère de la Santé après avoir été renvoyée en jugement dans l'affaire Gürtel.

Lors de la clôture de l'instruction de l'affaire Gürtel le 26 novembre 2014, elle est renvoyée devant l'Audience nationale comme « bénéficiaire à titre lucratif ».
N'étant pas formellement mise en examen, elle n'envisage pas de démissionner dans l'immédiat. Toutefois, après une réunion au palais de la Moncloa avec le président du gouvernement, elle annonce quitter son ministère sans délai car elle ne souhaite pas « porter préjudice au gouvernement, au Parti populaire ou à son président ». Bien que Rajoy l'ait toujours soutenu par loyauté et estimait injuste qu'elle paie les conséquences des délits de son ex-mari, les mauvais résultats du PP dans les enquêtes d'opinion, la proximité des élections municipales et régionales de mai 2015 et la tenue le lendemain d'une séance plénière entièrement destinée à des mesures de lutte contre la corruption poussent ce dernier à réviser son jugement. Il confie par intérim ses fonctions à Soraya Sáenz de Santamaría.
Sa démission marque la fin de la présence du « clan de Valladolid » dans les institutions, seul restant au Congrès le député Miguel Ángel Cortés, sans protagonisme particulier. Le 2 décembre 2014, le porte-parole du PP au Congrès Alfonso Alonso est choisi comme nouveau ministre de la Santé. Lors de sa cérémonie de prise de fonction le lendemain, Ana Mato est présente au siège du ministère, et lit un bref discours par lequel elle indique être partie « avec la conscience tranquille » et juge « avoir servi les Espagnols du mieux que j'ai pu ».

#### Retour au Congrès

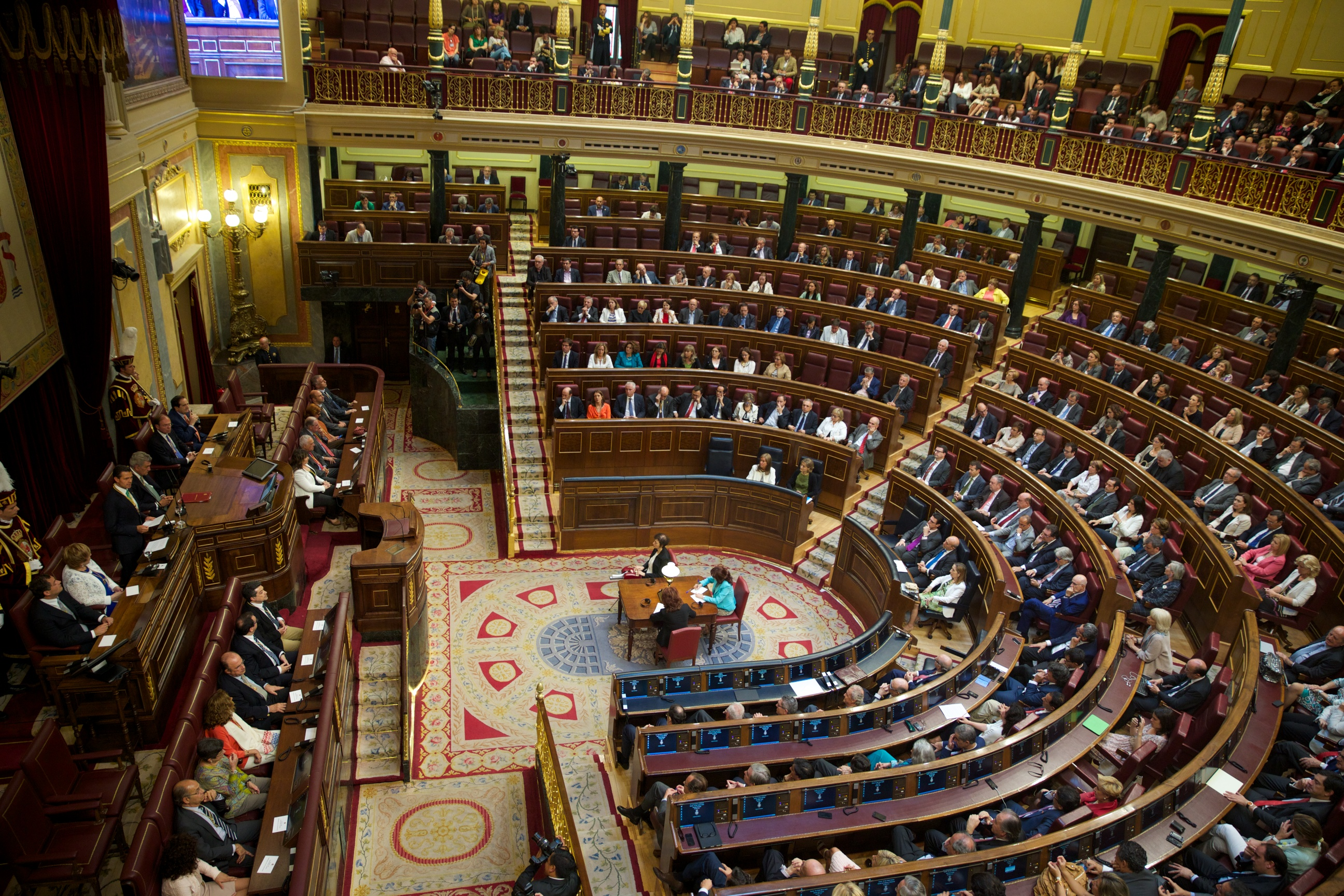
Après sa démission, Ana Mato continue de siéger au palais des Cortès jusqu'à la fin de la législature.

Après une dizaine de jours d'absence, elle reprend le 11 décembre place dans l'hémicycle du Congrès des députés, sans savoir quelles responsabilités pourraient lui être confiées. Une semaine plus tard, le nouveau porte-parole du groupe parlementaire Rafael Hernando fait savoir qu'Ana Mato sera prochainement désignée vice-présidente de la commission de la Coopération pour le développement, ce qui suppose une prime de 1 000 euros mensuelle sur son indemnité parlementaire. Face aux fortes critiques de l'opposition, il se justifie par le fait qu'il s'agit de nominations habituelles et qu'il doit répartir une centaine de fonctions parmi les 185 députés du PP. Elle-même affirme qu'« il n'y a absolument aucune raison » l'empêchant d'assumer cette responsabilité et qu'elle estime « avoir totalement le droit à une fonction et de se dédier désormais à la coopération internationale ». Le porte-parole du groupe socialiste annonce que ses parlementaires ne soutiendront pas son accession à cette vice-présidence de commission,.
Elle transmet le 31 octobre 2015 à la direction du Parti populaire son intention de se retirer de la vie politique et de ne pas postuler aux élections générales du 20 décembre suivant. Elle met ainsi un terme à près de 30 ans d'engagement politique, dont plus de 20 années de mandat parlementaire. Le 9 février 2016, le Bureau des conflits d'intérêts du gouvernement, consulté en cas de volonté d'un ancien ministre d'exercer une activité privée, l'autorise à reprendre son travail de salariée du Parti populaire. Elle est ainsi désignée collaboratrice locale de la délégation du PP au sein du groupe du Parti populaire européen, ce qui lui permet de continuer de vivre à Madrid. Elle devient parallèlement directrice de l'université européenne, un forum éducatif destiné aux jeunes organisé par le parti,.

## Affaire Gürtel

### Premiers doutes

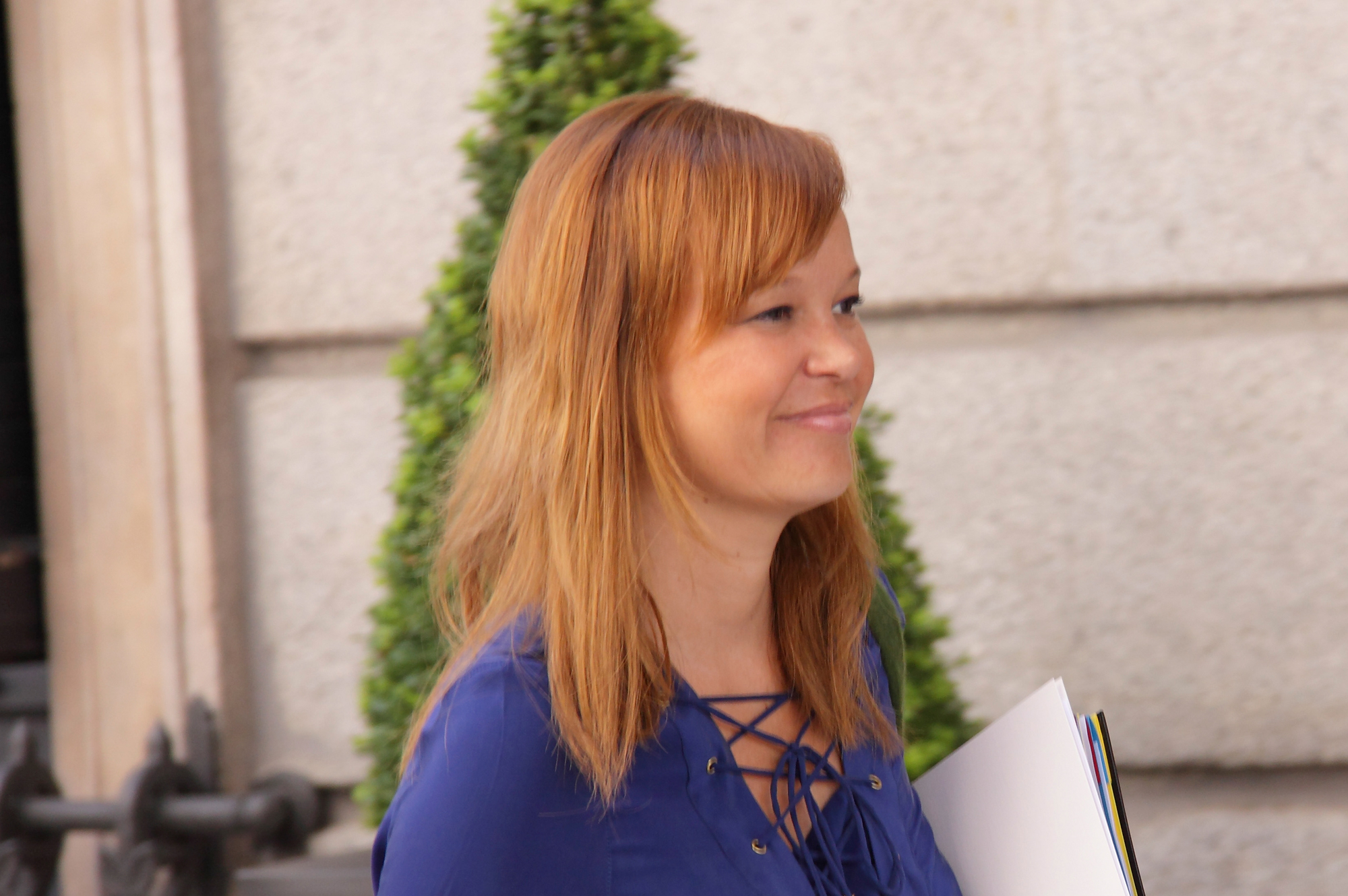
La numéro trois du PSOE Leire Pajín interpelle Ana Mato en 2009 sur la Jaguar offerte à son ex-mari par Francisco Correa.

Elle est interpellée le 12 mars 2009 par la secrétaire à l'Organisation du PSOE Leire Pajín au sujet de la Jaguar que son désormais ex-mari Jesús Sepúlveda aurait reçu en 1999 comme cadeau de l'entrepreneur Francisco Correa dans le cadre de l'« affaire Gürtel ». Elle souhaite notamment savoir si Ana Mato l'a utilisée, si elle connaissait son origine et si elle a déclaré ce bien auprès des services du Congrès. Celle-ci affirme deux semaines plus tard que « je n'ai pas connaissance qu'on lui ait offert une Jaguar, je crois qu'on ne la lui a pas offerte, et lui dit qu'on ne la lui a pas offerte, et dans tous les cas c'est Jesús Sepúlveda qui devra donner ces explications ». Selon elle, « le Parti populaire souffre une persécution inédite dans l'histoire démocratique. Il y a eu une tentative de mettre en cause quelques dirigeants du PP dans un objectif électoral, puis de faire du mal au parti lui-même »,.
Le quotidien El Mundo révèle en janvier 2011 qu'un rapport de l'unité de la délinquance économique et financière (UDEF) indique qu'en 2003 et 2004, l'agence de voyages Pasadena, propriété de Correa, a organisé des voyages pour Sepúlveda, Mato, leurs enfants et des amis pour un montant total de 28 000 euros entièrement payés en argent liquide issu de la « caisse noire » du réseau Gürtel. Dans un communiqué publié quelques heures plus tard, elle affirme que « ce rapport n'apporte rien de nouveau », expliquant que « la seule référence faite à ma personne évoque un voyage en Suisse en 2010, que j'ai intégralement payé ». Le Parti socialiste dépose plainte pour corruption deux mois plus tard devant le tribunal supérieur de justice de la communauté de Madrid (TSJM), mais le 19 avril le juge d'instruction clôt le dossier, conformément aux réquisitions du parquet, estimant que « dans le cas hypothétique où ces indices délictueux se seraient effectivement produits », ils sont couverts par la prescription.

### Nouvelle mise en cause

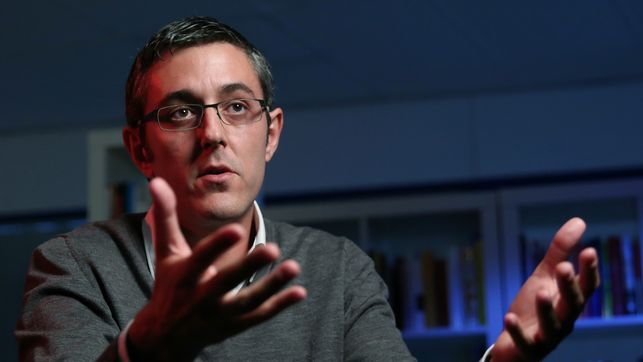
En réponse à Eduardo Madina, Ana Mato rappelle en février 2013 que la justice a déjà classé son éventuelle implication dans l'affaire Gürtel.

Le 1er février 2013, un rapport de police traitant de l'affaire Gürtel expose qu'Ana Mato a reçu un certain nombre de cadeaux des principaux chefs d'entreprise impliqués dans le scandale, Francisco Correa et Álvaro Pérez dit « El Bigote » (Moustaches). Les deux entrepreneurs auraient non seulement payé des voyages en Espagne (Jerez de la Frontera, Saint-Jacques-de-Compostelle, Tenerife) et ailleurs en Europe (Suisse et Irlande) avec les services afférents (location de voiture et chambre d'hôtel), mais également offert des objets de luxe de la marque Louis Vuitton à Ana Mato, et réglé des factures pour des fêtes d'anniversaire et de communion. Au total, l'unité de délinquance économique et fiscale estime que le couple Sepúlveda-Mato aurait bénéficié de 50 000 euros en déplacements et présents.
Jesús Sepúlveda réagit immédiatement en affirmant que « mon ex-femme est et a toujours été complètement étrangère à mes activités économiques et professionnelles », estimant que le rapport de l'UDEF n'est qu'une mise à jour de celui de janvier 2011 et que cela « ne concerne en rien les activités publiques et privées » d'Ana Mato. Il ajoute qu'il s'agit là de questions « dont je m'occupais personnellement » et conclut que « n'importe quelle décision économique, n'importe quel mouvement sur mes comptes bancaires a été de ma seule et unique responsabilité ». Mariano Rajoy lui indique le lendemain qu'elle a tout le soutien du Parti populaire.
La séance des questions au gouvernement du 13 février au Congrès des députés est l'occasion pour le Parti socialiste ouvrier espagnol de réclamer sa démission. Interpellée par trois députés socialistes distincts, elle leur rétorque que « je n'ai commis aucun acte, à aucun moment, ni maintenant ni avant, qui soit incompatible avec l'éthique exigée à tous les responsables politiques. Je n'aurais jamais imaginé que vous puissiez me rendre responsable de la conduite de quelqu'un d'autre. Je réponds de mes actes et de ma gestion ». Au socialiste Eduardo Madina, elle rappelle que « ce que l'on me reproche a déjà été classé. Celui qui a la charge de la preuve, c'est celui qui accuse. L'innocent n'a aucune obligation de se défendre ; en cas de rumeurs et de mensonges, il ne peut même pas le faire ». Elle reçoit le soutien appuyé du groupe populaire qui lui accorde de longs et sonores applaudissements, et de ses collègues ministres qui vont ostensiblement discuter avec elle au banc du gouvernement.

### Processus judiciaire

#### Renvoi devant le tribunal
Le 26 novembre 2014, le juge d'instruction de l'Audience nationale Pablo Ruz clôt la première partie de l'information judiciaire relative à l'affaire Gürtel. Sur les 205 pages de son rapport, seulement sept sont consacrées à Ana Mato. Il conclut qu'elle a été « bénéficiaire à titre lucratif » (partícipe a título lucrativo) du réseau de corruption mis en place par Francisco Correa. Selon le magistrat, elle et ses enfants ont effectivement bénéficié pour plus de 36 000 euros de cadeaux, de voyages et d'événements privés payés par les entrepreneurs à son ancien époux Jesús Sepúlveda en échange de contrats publics entre 2000 et 2005, tels des produits de la marque Louis Vuitton ou l'organisation des anniversaires et de la première communion de sa fille aînée. Juridiquement, elle n'est accusée d'aucun délit puisque la figure pénale du bénéficiaire à titre lucratif correspond à une personne bénéficiant des fruits d'un délit sans avoir conscience de leur origine illégale.

#### Procès

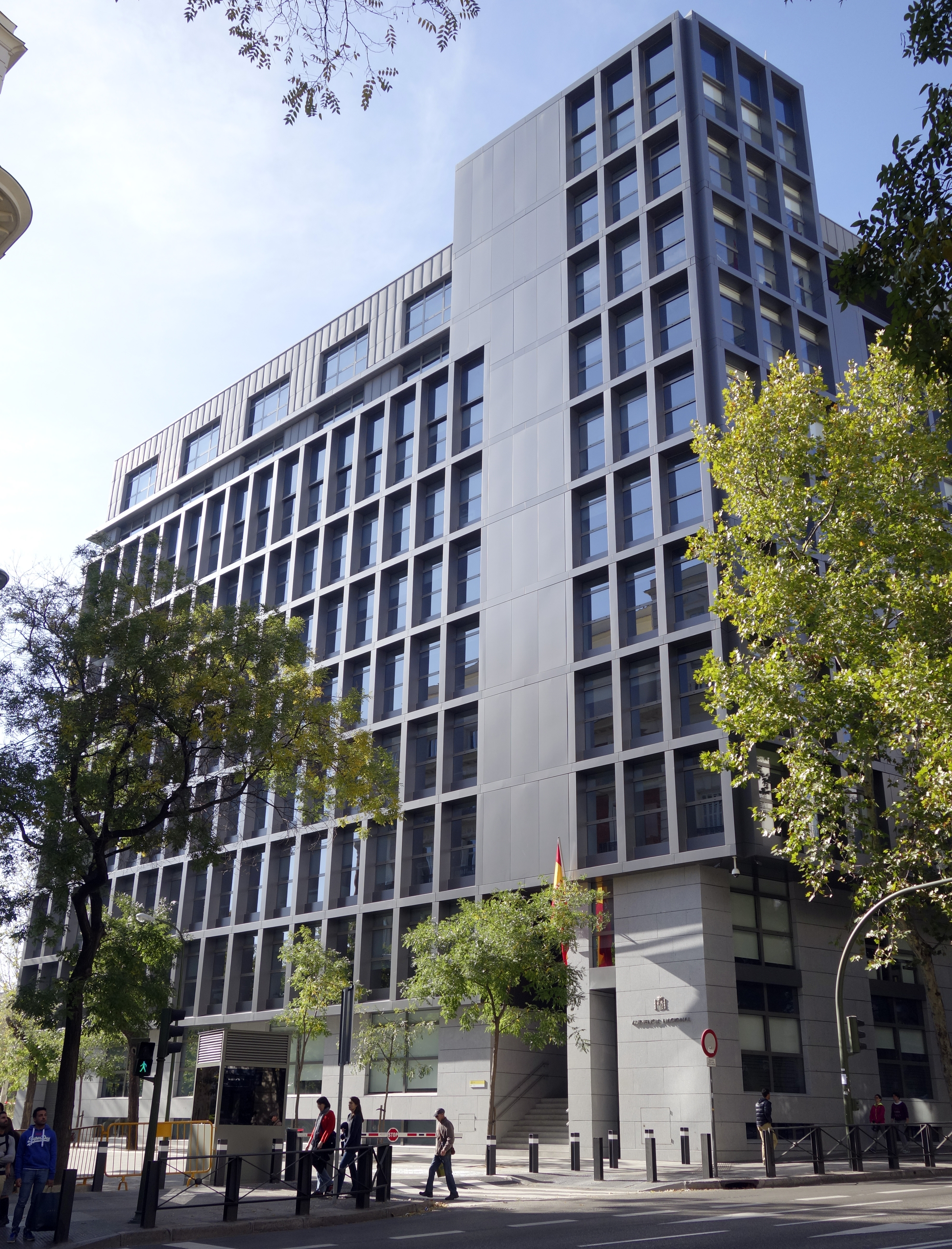
Ana Mato est entendue par l'Audience nationale le 13 février 2017.

Dans son mémoire en défense présenté en mai 2015, Ana Mato soutient qu'elle n'a jamais reçu « de bien ou de service » de la part de l'agence de Francisco Correa, et qu'elle les aurait réglés si elle les avait commandés, tentant ainsi de prouver que les voyages offerts à sa famille proviennent de demandes de Jesús Sepúlveda. Concernant les produits Vuitton, elle assure ne pas les avoir et ne pas se souvenir de les avoir reçus, mais qu'elle se rappelle en revanche n'avoir jamais reçu simultanément en présents deux objets de cette même marque.
Elle est entendue par l'Audience nationale le 13 février 2017 et nie totalement avoir bénéficié de quelconques cadeaux. Qu'il s'agisse des décorations de sa maison pour des fêtes d'anniversaire, comme les 2 000 euros déboursés en 2002 pour la mettre aux couleurs d’Alice au pays des merveilles, ou des voyages, elle assure « n'avoir jamais pensé » qu'ils étaient payés comme des présents offerts « par un tiers ». Elle explique que les décorations et voyages à caractère familial étaient organisés par son mari et réglés par lui. Quant à ses déplacements professionnels et strictement personnels, elle affirme qu'elle les payait elle-même. Selon elle, « Jesús Sepúlveda était en tous les cas responsable de ses dépenses et si on les lui a offerts, alors on les a offerts à lui. À moi, on ne m'a jamais rien offert ».
Le 25 octobre, la procureure anti-corruption Concepción Sabadell rejette en bloc les arguments de défense d'Ana Mato, notamment le fait que le couple divisait strictement les dépenses de famille ou que seul son époux se chargeait de l'organisation des fêtes d'anniversaire, puisque les frais liés à la Range Rover mise au nom de Sepúlveda par le réseau d'entrepreneurs provenaient d'un compte joint qui servait également à de nombreuses dépenses courantes, qu'elle était le contact des entreprises organisant les anniversaires de ses enfants et qu'ils bénéficiaient d'un contrat commun au sein de l'agence Pasadena.

#### Condamnation
Le 24 mai 2018, la chambre pénale de l'Audience nationale condamne Ana Mato à une amende de 27 857 euros comme « bénéficiaire à titre lucratif » de l'affaire Gürtel. Les magistrats jugent qu'elle a bénéficié « de voyages et autres services que le groupe Correa a offerts à sa famille » à une période où le couple, bien que séparé de fait, était encore marié sous le régime de la communauté réduite aux acquêts. La condamnation du Parti populaire au même titre entraîne le dépôt puis l'adoption d'une motion de censure contre Mariano Rajoy une semaine plus tard,. Saisi en appel, le Tribunal suprême confirme le 14 octobre 2020 la condamnation d'Ana Mato et le montant de son amende.

## Décoration
- Insigne de l'ordre civil du mérite des télécommunications (1999)[186].